# История ФК «Коринтианс»

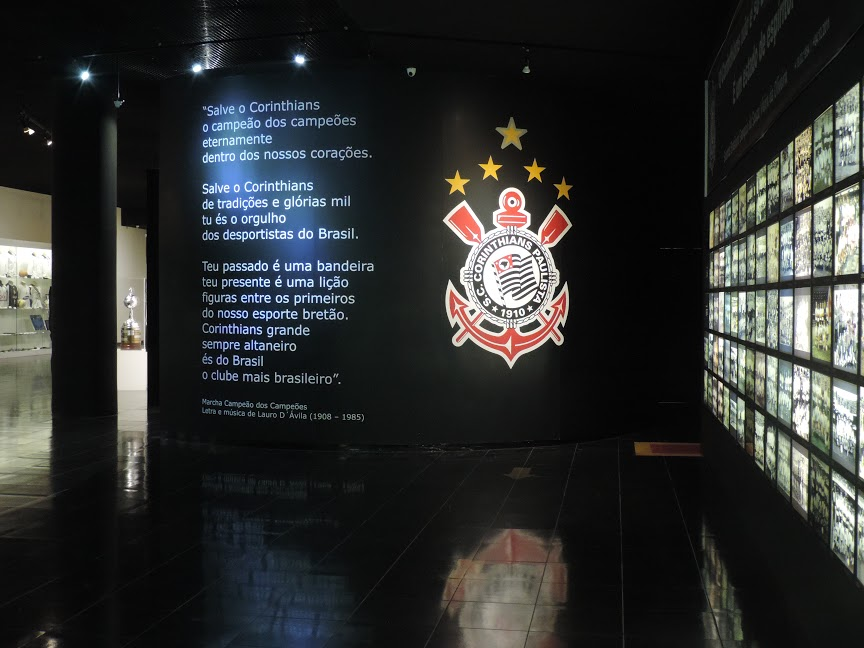
Стена с гимном клуба в музее «Коринтианса»

«Кори́нтианс» (полное название «Спорт клуб „Коринтианс Паули́ста“», порт. Sport Club Corinthians Paulista) — бразильский футбольный клуб из Сан-Паулу. Клуб был основан 1 сентября 1910 года. Название получил в честь английского клуба «Коринтиан», который ранее с участвовал в турне по Бразилии.

## История

### XX век

#### Основание, первые успехи (1910—1930)

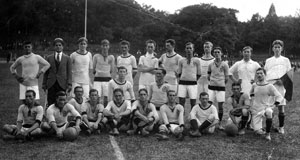
Команда «Коринтианса» 1914 года, завоевавшая первый в своей истории титул чемпионов Паулисты

1 сентября 1910 года в 20:30 в городе Сан-Паулу на пересечении улиц Жозе Паулино и Конего Мартинс группа из пяти человек (художники Жоакин Амброзио и Антонио Перейра, сапожник Рафаэль Перроне, кучер Анселмо Корреа и рабочий Карлос Силва) организовала Спорт клуб «Коринтианс Паулиста». Ещё восемь человек внесли в бюджет клуба по 20 тысяч рейсов, и они также рассматриваются в качестве соучредителей клуба; это были Алешандре Маньяни, Мигель Баталья, Антонио Нунес, Сезар Нунес, Салвадор Лопомо, Антонио Виццоне, Эмилио Лотито и Жорже Кэмпбелл. За неимением бумаги учредительный документ из 14 слов был составлен и заверен подписями на листе тростника. Первым президентом был избран Мигель Баталья, но он пребывал в этой должности всего 15 дней, после чего сложил с себя полномочия, извинился и переехал в Пирасикабу. Поэтому де-факто первой значительной фигурой на посту президента клуба стал его преемник — другой соучредитель — Алешандре Маньяни. Именно при нём «Коринтианс» выиграл свой первый титул в 1914 году — чемпионат штата Сан-Паулу (Лига Паулиста).
В 1913 году «Коринтианс» впервые принял участие в первенстве штата Сан-Паулу, в котором занял четвёртое место из шести команд. Во многом участие клуба в турнире стало возможным благодаря расколу в лиге — были организованы турниры под эгидой APEA и LPF, каждая из которых выявила своего чемпиона. «Коринтианс» участвовал в лиге LPF.

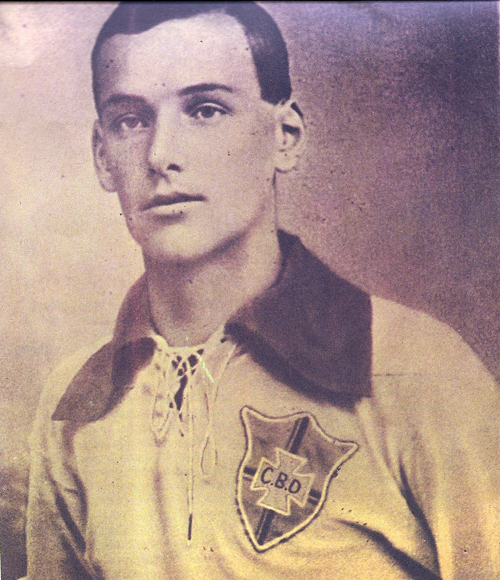
Амилкар Барбуй — один из первых звёздных игроков «Коринтианса»

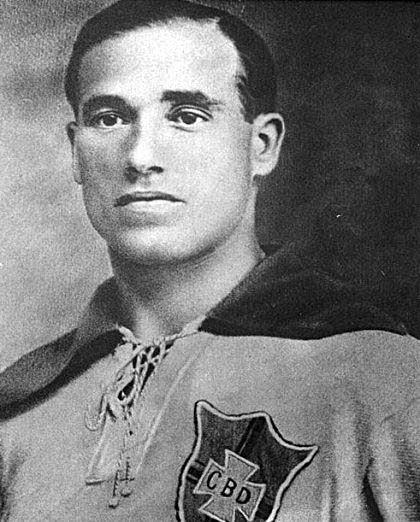
Нападающий Неко (фото 1920 года) первым из звёзд «Коринтианса» удостоился именного бюста на стадионе Парк Сан-Жорже

Следующий сезон ознаменовался первым титулом в истории клуба. Команда стала чемпионом Лиги Паулисты, организованной LPF, выиграв при этом все десять матчей в турнире, забив 37 голов и пропустив лишь девять. Позднее все результаты матчей с участием клубов «Германия» (3:1) и «Хайдкрофт» (4:1) были аннулированы, и у чемпиона показатели по забитым и пропущенным мячам стали 30:7. Лучшими игроками в той команде были Неко и Амилкар Барбуй, а основной состав первых чемпионов выглядел следующим образом: Себастьян, Фулвио, Казимиро II, Поличе, Бианко, Сезар, Америко, Перес, Амилкар, Апарисио, Неко. Неко стал лучшим бомбардиром турнира с 12 забитыми голами. В том же году «коринтийцы» провели свою первую игру против иностранной команды — «Торино». Итальянцы выиграли со счётом 3:0.
В 1915 году «Коринтианс» выступал только в товарищеских матчах из-за выхода из чемпионата LPF и невозможности заявиться в лигу APEA. Кроме того, у клуба возникли финансовые затруднения. Футболисты, которые хотели продолжить выступления на уровне чемпионата штата, отдавались в аренду. По этой причине, в частности, Неко, выступавший за «Коринтианс» всю карьеру, с 1913 по 1930 год, имеет в своём активе один сезон, проведённый в «Маккензи Коллеж». По возвращении в чемпионат в 1916 году, «Коринтианс» вновь стал первым. Сезон в чемпионате LPF начали 13 клубов, а закончили 11; клубы провели разное количество матчей — от шести до одиннадцати. Но лишь «Коринтианс» выиграл все восемь своих матчей и к концу ноября стал недосягаемым для соперников. Руководство Лиги объявило «Коринтианс» чемпионом штата. С 1914 по 1916 год «Коринтианс» не проиграл ни разу в 25 матчах в первенстве штата Сан-Паулу.
6 мая 1917 года беспроигрышная серия команды была прервана игроками «Палестры Италии», образованной в 1914 году выходцами из Италии — болельщиками «Про Верчелли» и «Торино». Часть членов «Коринтианса» итальянского происхождения перешла в этот новый клуб. В итоге «Палестра Италия» опередила «Коринтианс» в турнирной таблице, финишировав второй; первенствовал же «Паулистано», ведомый нападающим Артуром Фриденрайхом. Так в 1917 году зародились сразу три будущих «великих противостояния» клубов из Сан-Паулу — «Паулистано» в 1929 году в результате слияния с клубом «АА дас Палмейрас» образовал ФК «Сан-Паулу», а «Палестра Италия» в 1942 году на волне антифашистских настроений была переименована в «Палмейрас». Эти три клуба, а также приморский «Сантос» (финишировавший в 1917 году на четвёртом месте в итоговой таблице первенства) по сей день представляют собой «большую четвёрку» футбола Паулисты.
В 1919 году игроки «Коринтианса» Амилкар и Неко, а в 1922 году они же, а также нападающие Рафаэл Родригес и Тату, были лидерами сборной Бразилии на победных чемпионатах Южной Америки. В 1919 году Неко разделил с Фриденрайхом звание лучшего бомбардира этого турнира. Превращение «Коринтианса» в, по-сути, базовый клуб сборной в начале 1920-х годов было обусловлено начавшейся победной серией команды — титул чемпионов штата «тимау» завоёвывал в 1922—1924 годах. Победа в чемпионате Паулисты 1922 года особенно ценится поклонниками клуба, поскольку в тот год отмечалось столетие независимости Бразилии. В команде появились новые лидеры — левый защитник Армандо Дел Деббио, который выступал за клуб до 1939 года и выиграл с командой восемь титулов чемпиона штата, а также полузащитник Жозе Кастелли (Рато), который, как и Дел Деббио, провёл несколько сезонов в первой половине 1930-х в римском «Лацио», но в основном выступал за клуб из Сан-Паулу, выиграв с ним семь чемпионатов. Несмотря на очевидное превосходство над соперниками в плане результативности атаки, «Коринтианс» сумел обойти «Палестру» всего лишь на одно очко. В следующем году «Коринтианс» досрочно обеспечил себе титул, а в 1924 году встретил сильную конкуренцию со стороны «Паулистано». Последние шесть матчей второй фазы Лиги Паулисты прошли уже в январе 1925 года, и победа в последнем туре над «Паулистано» 1:0 позволила действующим чемпионам избежать дополнительного «золотого матча».
В 1924 году за команду дебютировал Педро Гране, на долгие годы ставший игроком основы команды. Он стал участником очередной «чемпионской трёхлетки» команды, пришедшейся на 1928—1930 годы. В воротах все эти годы играл Туфи Неужен, воспитанник «Сантоса», получивший прозвище «Сатана» за свою необычную внешность — всегда чёрную форму и чёрный костюм за пределами поля, а также большие бакенбарды. Туфи, Педро Гране и Дел Деббио формировали знаменитое на тот момент в Бразилии трио, которое обеспечивало мощную оборону для команды. Рато трудился в линии полузащиты. На левом краю атаки продолжал выступать до 1929 года Рафаэл Родригес, а для уже ставшего для команды легендой нападающего Неко последним сезоном в карьере стал победный 1930 год. В 1928 году «Коринтианс» лишь по разнице мячей сумел обогнать «Паулистано». В следующие два года преимущество над соперниками в чемпионате было очевидным — по четыре очка от ближайшего преследователя. Таким образом, «Коринтианс» в 1920-е годы двумя трёхлетними сериями выиграл шесть из десяти чемпионатов штата Сан-Паулу.

#### Профессионализация (1931—1954)

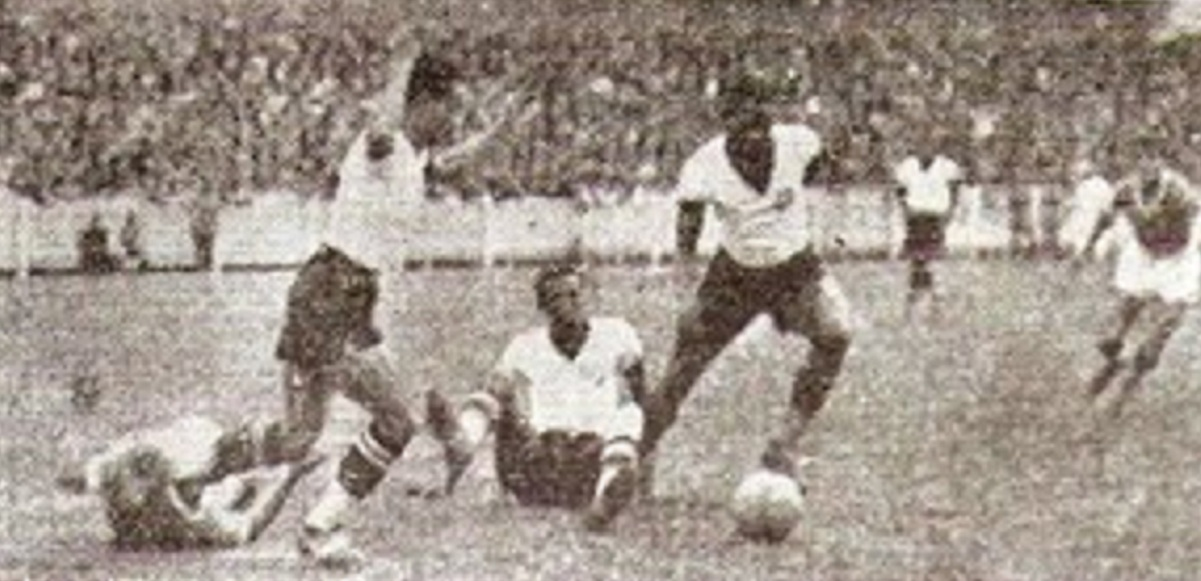
Противостояние «Коринтианса» и «Палестры Италии» в 1938 году

В первой половине 1930-х годов в команде происходила смена поколений и в 1931—1936 гг. она не выиграла ни одного трофея. Футбол в стране всё с большей интенсивностью становился профессиональным. В 1933 году Лига Паулиста, вслед за Кариокой, стала профессиональным турниром. В том же году Федерация футбола Бразилии также провозгласила курс на профессиональный футбол. Постепенно все ведущие клубы штата перестали быть любительскими, в их числе был и «Коринтианс». В 1933 году, как следствие начала центростремительных тенденций в бразильском футболе, впервые в истории прошёл розыгрыш Турнира Рио-Сан-Паулу, но там «Коринтианс» выступил неудачно, заняв шестое место из 12 команд. Победителем стала «Палестра Италия» из Сан-Паулу.
К 1937 году в команде сложился костяк из ветеранов прошлого — в 1935 из «Лацио» вернулся Дел Деббио, последний сезон в 1937 году в команде провёл Рато, — и представителей нового поколения игроков, среди которых выделялись Телеко (выступал за клуб в 1934—1944 гг.), Жозе Аугусто Брандан (1935—1946), Сервилио (1938—1949). В 1937—1939 годах «Коринтианс» в третий раз в своей истории трижды подряд становился чемпионом штата Сан-Паулу. В составе сборной Бразилии, которая в 1938 году впервые заняла третье место на чемпионате мира, выступали игроки «Коринтианса» — защитник Жау, полузащитник Брандан и нападающий Зека Лопес.
В 1941 году «Коринтианс» вновь стал чемпионом штата, лидерами в команде были «трикампеоны» конца 1930-х Жанго и Брандан, а также Освалдо, пришедший в команду годом ранее. За весь чемпионат «тимау» проиграли лишь одну встречу — в последнем туре 12 октября, уже в ранге чемпиона «чёрно-белые» уступили в принципиальном поединке «Палестре Италии» 0:2. После этого на протяжении девяти лет «Коринтианс» не добивался успехов ни в одном из турниров.
Ситуация стала меняться на рубеже десятилетий, когда в 1950 году «Коринтианс» впервые в своей истории стал победителем Турнира Рио-Сан-Паулу. Стартовав в этом турнире 22 декабря 1949 с оглушительного гостевого поражения от «Фламенго» 2:6, «Коринтианс» затем не проиграл ни одного матча, сыграв лишь в последнем матче 15 февраля 1950 вничью с «Ботафого» 1:1. Титул же чемпионов штата «Коринтианс» завоевал с возвращением на пост главного тренера бывшего игрока команды Жозе Кастелли (Рато) в следующем году.

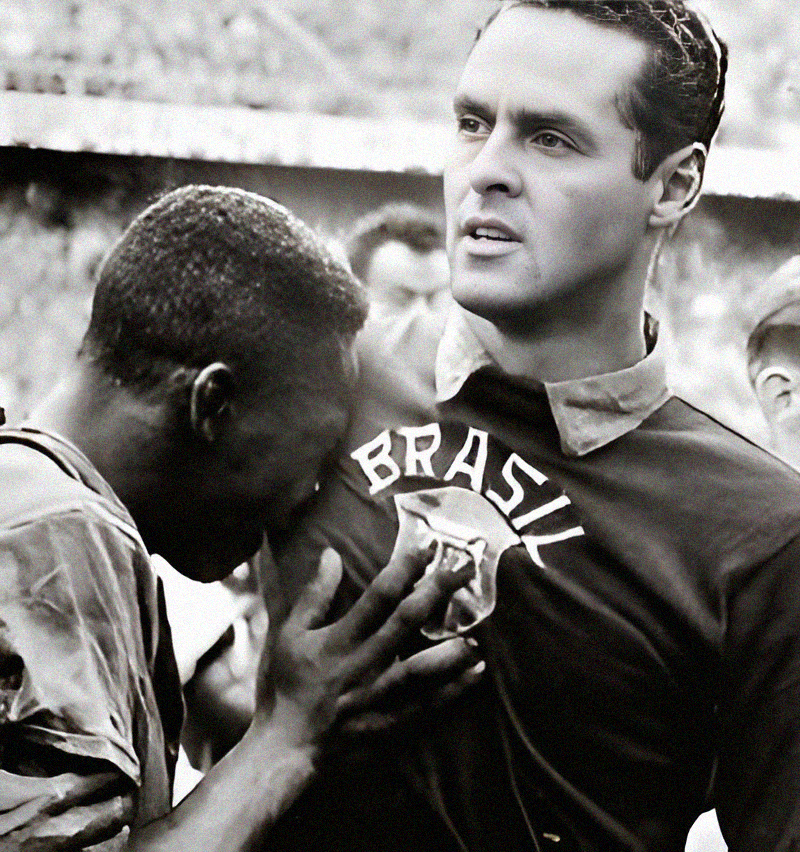
Жилмар и Пеле празднуют победу над Швецией в финале чемпионата мира 1958 года

На протяжении первой половины 1950-х «Коринтианс» был мощной командой, выигравшей ряд титулов и добивавшейся успехов на международной арене. В его составе долгое время выступали такие любимцы болельщиков, как оттянутый форвард Луизиньо, вратарь Кабесан (дебютировал в «тимау» в 1949 году, а затем с перерывами выступал за команду до 1967 года), полузащитник оборонительного плана Роберто Беланжеро, фланговый защитник Идарио Санчес. Однако истинными звёздами мирового футбола в «Коринтиансе» 1950-х были вратарь Жилмар (будущий двукратный чемпион мира) и нападающие Балтазар и Клаудио Пиньо, каждый из которых за более чем десять проведённых лет в составе «Коринтианса» забил примерно по три сотни мячей. «Коринтианс» того периода дважды (1951, 1952) выиграл чемпионат штата, трижды становился победителем Турнира Рио-Сан-Паулу (1950, 1952, 1953), а также завоевал Малый Кубок мира в 1953 году. На последнем турнире бразильцы по два раза обыграли сильные европейские клубы — «Рому», чемпиона и обладателя Кубка Испании 1952/53 «Барселону», а также сборную города Каракаса.
В 1952 году «Коринтианс» дошёл до финала крупного международного турнира Кубка Рио, по пути обыграв такие команды, как «Либертад» (шесть его игроков стали чемпионами Южной Америки в 1953 году в составе сборной Парагвая), венскую «Аустрию» (четыре её игрока в составе сборной Австрии заняли 3-е место на ЧМ-1954) и «Пеньяроль» (девять его игроков выступали за сборную Уругвая, ставшей в 1950 году чемпионом мира и занявшей 4-е место в 1954 году). Обе финальные игры прошли на Маракане, что дало преимущество домашнего поля соперникам, «Флуминенсе», которые и выиграли трофей благодаря победе 2:0 и ничьей во второй игре 2:2. На чемпионатах мира 1950 и 1954 годов в составе сборной Бразилии «Коринтианс» оба раза представлял Балтазар, а в 1954 году в качестве резервного вратаря в Швейцарию ездил также Кабесан. Последний, впрочем, вскоре потерял место в основе «Коринтианса» и в клубе продолжилась «эра Жилмара», вплоть до его ухода в «Сантос» в 1961 году.
В 1954 году отмечалось 400-летие основания города Сан-Паулу. Ещё перед началом чемпионата штата, которому дали название «Чемпионат 400-летия», все ведущие команды дали понять, что выиграть его будет делом принципа. Перед последним матчем с «Палмейрасом», который был перенесён на февраль 1955 года, «тимау» опережали своих преследователей на одно очко и им было достаточно сыграть вничью. «Зелёные» отчаянно атаковали, но не смогли выиграть и чемпионом стал «Коринтианс». На тот момент в прессе и среди болельщиков эта победа называлась важнейшей в истории клуба. С учётом победы команды в чемпионате штата 1922, в год 100-летия независимости Бразилии, «Коринтиансу» покорились два важнейших титула, приуроченных к юбилейным датам.
«Коринтианс» начала 1950-х играл по тактической схеме 1-2-3-5. Пятёрка нападающих строилась следующим образом: ярко выраженный форвард действовал в центре штрафной площади (как правило, Балтазар), чуть сзади его поддерживали другие два нападающих, а ещё двое играли по флангам. Таким образом, выдвинутому вперёд форварду оказывал поддержку «полумесяц» из партнёров по атаке. От схемы «дубль-вэ» это построение отличалось тем, что «Коринтианс» продолжал играть с двумя защитниками, а не с тремя.

#### Десятилетия без титулов (1955—1976)

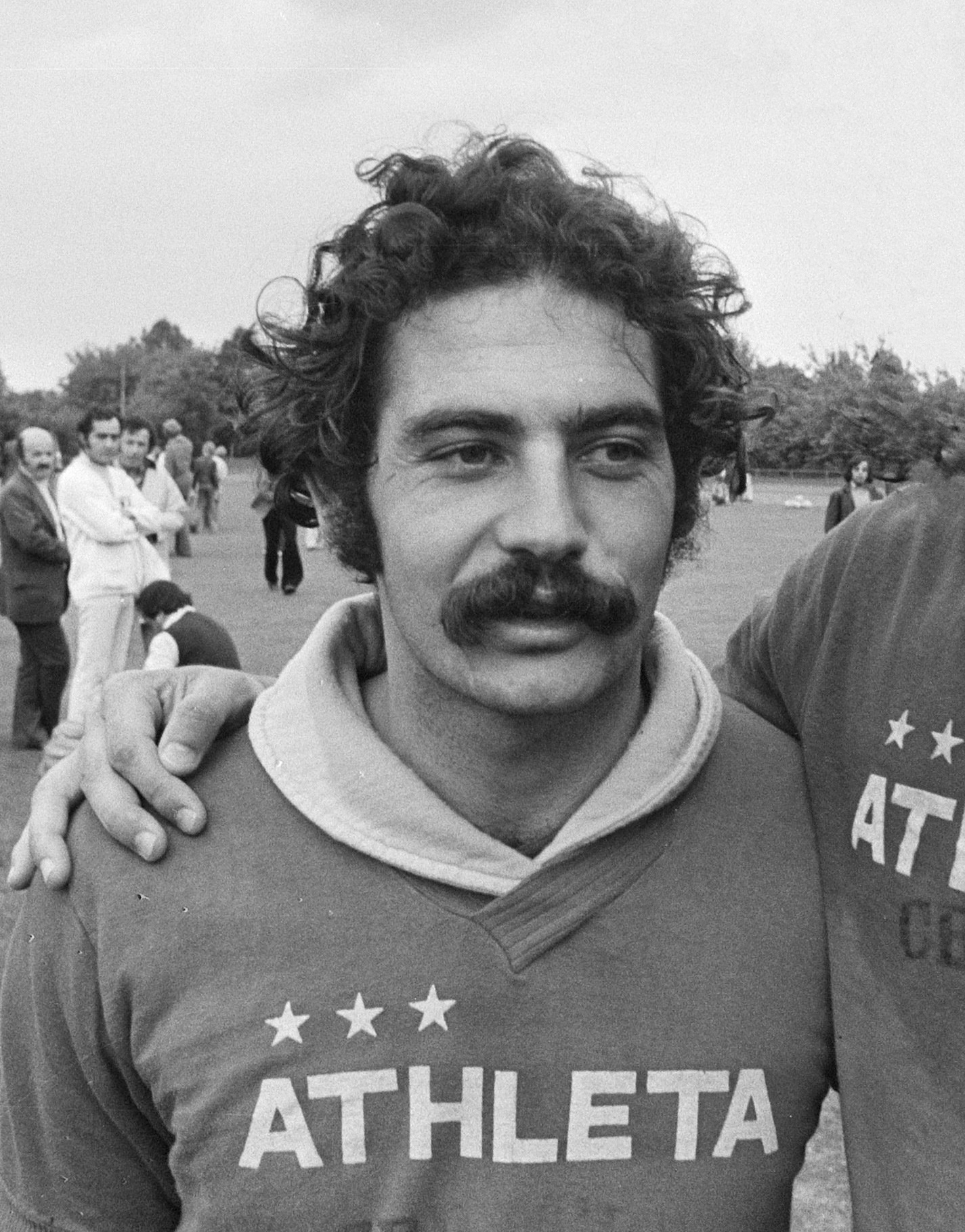
Роберто Ривелино — лидер «Коринтианса» второй половины 1960-х — начала 1970-х годов

Период с 1955 по 1976 год в истории «Коринтианса» называется специалистами и болельщиками как «период без побед» — 22 или 23 года, в зависимости от способа подсчёта. Однако за этот период команда всё же завоевала один титул, выиграв Турнир Рио-Сан-Паулу в 1966 году. Тот факт, что этот трофей к моменту победы в Лиге Паулисты 1977 года уже не воспринимался всерьёз, объясняется тем, что с конца 1950-х годов в стране стали проводиться общенациональные турниры — вначале Трофей (или Чаша) Бразилии (он же старый Кубок Бразилии), затем Кубок Роберто Гомеса Педрозы, а в 1971 году прошёл первый розыгрыш Серии A чемпионата Бразилии.
В конце 1950-х в клуб пришёл бизнесмен испанского происхождения Висенте Матеус, с именем которого связана целая эпоха в истории команды. Матеус имел неоднозначную репутацию, не раз покидал пост президента (впервые он возглавил клуб 13 апреля 1959), но именно при нём команда сумела в 1977 году прервать свою «чёрную серию» без титулов, а в 1990 году и впервые стать чемпионом Бразилии.
В 1958 году сборная Бразилии впервые стала чемпионом мира. Основным её вратарём был Жилмар, который стал «бикампеоном» спустя четыре года, но уже будучи игроком «Сантоса». Также в заявке присутствовал защитник Ореко, на поле не появлявшийся. В начале 1960-х годов новое руководство клуба предприняло попытку усилить состав — в 1960 году у «Васко да Гамы» был приобретён Алмир Пернамбукиньо, но бывший партнёр звезды сборной Вава провёл лишь полтора года в «Коринтиансе», после чего уехал в «Боку Хуниорс». 1961 год стал одним из самых провальных, и вошёл в историю клуба как год, который «заставил меня смеяться» (порт. ‘Faz-me rir’). После первого круга Лиги Паулисты команда шла на последнем месте, проиграв в семи матчах из 11. В срочном порядке произошла тренерская рокировка, были куплены новые игроки: Адилсон, Бейруте, Эспаньол, Феррейра и Маноэлзиньо. С их помощью «Коринтианс» сумел добраться до шестой строчки в турнирной таблице и избежать позорного вылета во второй дивизион.

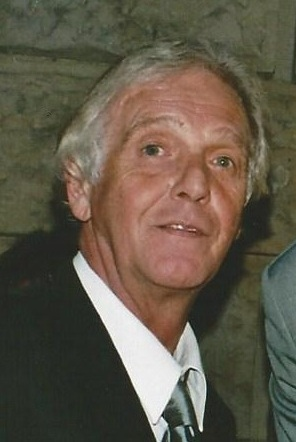
Аду стал чемпионом мира в 1970 году

К середине десятилетия ситуация стала улучшаться. В команде дебютировал Роберто Ривелино, ставший настоящим идолом торсиды, несмотря лишь на один завоёванный с командой титул. В 1966 году «Коринтианс» приобрёл двукратного чемпиона мира Гарринчу. Переход звезды с воодушевлением встретили болельщики «мушкетёров», но первые два матча с его участием получились провальными — поражения 2 марта от «Васко» 0:3 и 10 марта от «Ботафого» (бывшей команды Гарринчи) 1:5 стали одними из крупнейших не только во всей предыдущей истории «Коринтианса», но и в карьере самого Манэ. Впрочем, уже в третьем матче Гарринча принёс победу своей команде, а позже помог «Коринтиансу» выиграть Турнир Рио-Сан-Паулу (титул был поделён с «Ботафого», «Сантосом» и «Васко да Гамой»). Однако партнёры по команде были недовольны высокой зарплатой новой звезды, который уже не мог постоянно играть в полную силу из-за травмированного колена, и к тому же злоупотреблял алкоголем. Спустя год Гарринча покинул команду. Одними из лучших в тот период в «Коринтиансе» были защитник Дитан и полузащитник Наир, купленный в «Португезе». Помимо победы в Турнире Рио-Сан-Паулу, 1966 год был примечателен совместной игрой двух футболистов, которые впоследствии были включены в символическую сборную Южной Америки XX века — Ривелино и Гарринчи. В 1968 году «Коринтиансу» удалось «снять табу» — после 11-летней бызвыигрышной серии в личных встречах обыграть «Сантос» Пеле (2:0). На чемпионате мира в Англии «тимау» представлял лишь Гарринча, в двух матчах отметившийся одним забитым голом.
Первая половина 1970-х годов прошла под знаком постоянных поисков игроков, способных вернуть клубу чемпионские титулы. Некоторые из этих игроков закрепились в команде и принесли ей долгожданный трофей. Резервным вратарём сборной Бразилии на чемпионате мира 1970 года был Аду, покинувший «Кориинтианс» в 1974 году. На турнире в Мексике блестяще проявил себя Ривелино, также ставший чемпионом мира. В 1972 году на левом фланге «тимау» стал играть Владимир Родригес, выступавший за команду до 1985 года и ставший рекордсменом клуба по проведённым матчам. На правом фланге на протяжении 13 лет, с середины 1970 года, выступал Зе Мария, приобретённый у «Португезы». Почти столько же (в 1971—1981 гг.) за «тимау» выступал атакующий полузащитник Важиньо, перешедший из «Атлетико Минейро». Одним из игроков, причастных к исторической победе в Лиге Паулисте 1977 года, был Жералдо да Силва (Жералдан). Он выступал в первой половине 1970-х годов за «Ботафого» из Рибейран-Прету в связке с Сократесом. Висенте Матеуса впоследствии критиковали за то, что он выбрал «не того футболиста». Впрочем, в 1979 году Жералдан и Сократес вновь стали играть вместе, уже за «Коринтианс». Лидером атак в 1977 году стал купленный за рекордную сумму нападающий Пальинья I, оправдавший вложенные средства — 22-летняя пауза без значительных побед в истории клуба была прервана.
В 1974 году на чемпионате мира в ФРГ, где бразильцы заняли четвёртое место, «Коринтианс» представляли защитник Зе Мария и полузащитник Ривелино, а спустя четыре года в сборной Бразилии, занявшей в Аргентине третье место, выступал лишь один игрок «мушкетёров» — игрок обороны Амарал.

#### «Вторжение на Маракану», новые трофеи (1976—1980)

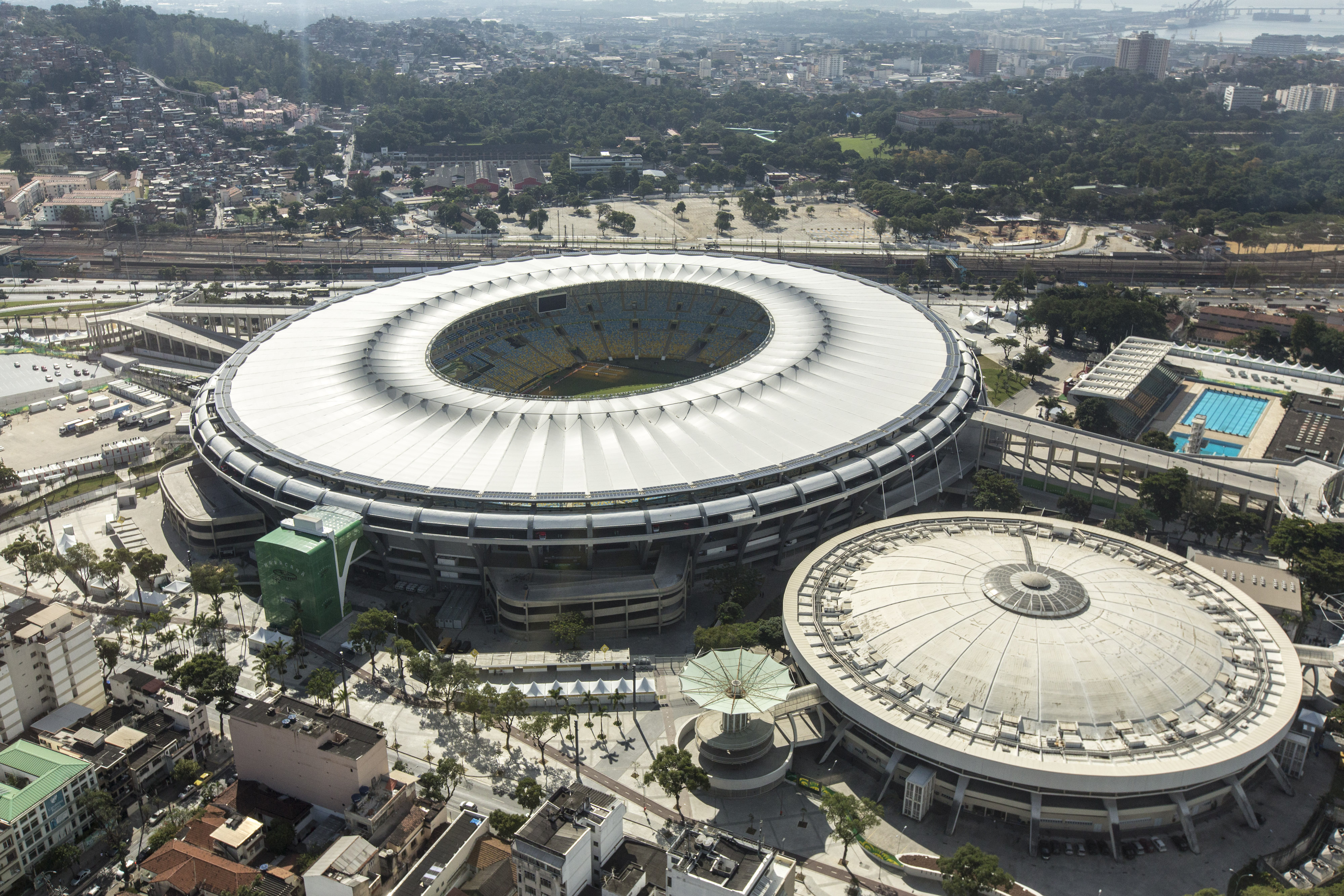
Стадион Маракана в 2013 году

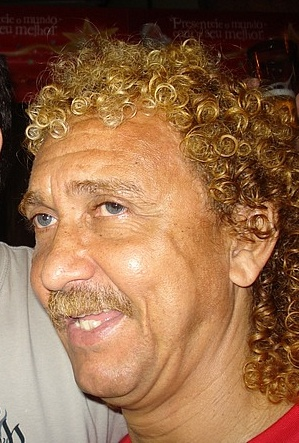
Биро-Биро

«Коринтианс» провёл в 1976 году одну из самых выдающихся кампаний в чемпионате Бразилии, которая, впрочем, вновь не принесла трофеев. В полуфинале первенства «чёрно-белые» встречались с «Флуминенсе», лидером которого был недавний кумир торсиды «тимау» Ривелино. Матч между этими командами вошёл в историю под названием «Вторжение коринтийцев на Маракану» (A invasão corintiana ao Maracanã) — чтобы посмотреть за игрой своих футболистов в Рио-де-Жанейро приехали 70 тысяч болельщиков «Коринтианса». Противостояние с «трёхцветными» получилось очень тяжёлым, но в итоге команда из Сан-Паулу сумела одержать победу в серии пенальти.
Финальный матч проходил на Бейра-Рио, поскольку «Интернасьонал» был выше на предварительном этапе. На матче присутствовало не менее 12 тысяч болельщиков «Коринтианса» — могло быть больше, но руководство «Интера» ограничило число мест для болельщиков команды гостей. Игра прерывалась несколько раз, в том числе на 20 минут после того как главный арбитр Жозе Роберто Райт засчитал спорный второй мяч в ворота «тимау» в исполнении Валдомиро. Лишь слова капитана «Коринтианса» Зе Марии сумели убедить гостевую команду не покидать поле. «Коринтианс» в последние несколько минут доминировал на поле, но «Интер» выручал вратарь Манга, а также штанга, куда пришёлся удар Русо. В результате «Интернасьонал», ведомый Фалькао и Элиасом Фигероа стал трёхкратным чемпионом Бразилии, а «Коринтиансу» пришлось ждать титула до следующего года.
В начале 1977 года президент «Коринтианса» Висенте Матеус приобрёл у «Крузейро» из Белу-Оризонти за рекордную сумму в 7 млн крузейро нападающего Пальинью I. Он на некоторое время стал самым большим любимцем торсиды клуба. Менее чем через год после «Вторжения на Маракану» «тимау» сумел отпраздновать победу в первенстве штата и прервать серию из почти 23 лет без побед в главных официальных турнирах. После обмена гостевыми победами в финальных играх с «Понте-Претой» (на домашней игре на «Морумби» присутствовало более 146 тыс. болельщиков) на 13 октября была назначена решающая третья игра, победу в которой одержал «Коринтианс» со счётом 1:0 — единственный гол на 81-й минуте забил Базилио.
Перед началом 1978 года клуб приобрёл Сократеса у «Ботафого» (Рибейран-Прету), игрока, который впоследствии станет символом «Коринтианса» 1980-х годов и инициатором политики «Коринтианской демократии». Ещё одним серьёзным укреплением стал Биро-Биро, выступавший за «чёрно-белых» до 1989 года. В 1979 году «тимау» вновь стали чемпионами штата Сан-Паулу, причём в финале вновь в трёх матчах команде из Сан-Паулу противостояла мощная в конце 1970-х «Понте-Прета». «Коринтианс» в первых двух матчах одержал победу 1:0 и сыграл вничью 0:0, но у «Понте-Преты» было право на дополнительный третий матч за счёт лучших результатов во второй стадии первенства. Но и в третьей игре на «Морумби» «мушкетёры» одержали победу со счётом 2:0 и вновь стали чемпионами Паулисты.

#### «Коринтианская демократия» (1981—1985)

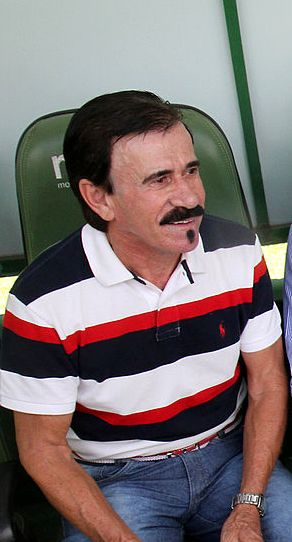
Один из идеологов «Коринтианской демократии» Зенон — в 2014 году
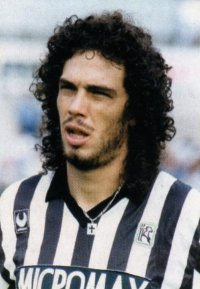
Валтер Казагранде

Наша команда жила, трудилась и играла гармонично. Каждый из нас имел одинаковые права, независимо от образования, цвета кожи, политических взглядов. Каждый мог высказывать свою точку зрения. Она обсуждалась, и, бывало, человек прощался с клубом по своему желанию. Знаменитый вратарь Леао некоторое время был у нас, но предпочёл возвратиться в «Палмейрас». Леао — сильная личность, но ему чужды демократические взгляды, и это мешало командной работе— Сократес, 
«Коринтианская демократия» («Демократия Коринтиана») — период в истории клуба с 1982 по 1984 год, когда все важные вопросы, такие как приём на работу, распределение доходов, право на употребление алкоголя в общественных местах, свобода выражения политических взглядов и т. д., решались путём равноправного голосования членов клуба. Голос технического работника, массажиста или физиотерапевта был равен голосу функционера из администрации клуба или звёздного игрока. Это создало своеобразное «самоуправление» команды, которое очень ярко контрастировало с диктаторским режимом, действовавшим тогда в Бразилии.

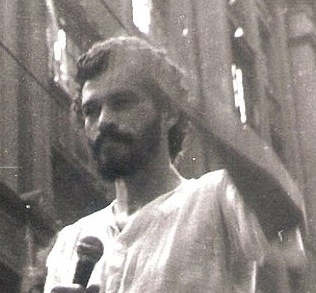
Сократес призывает правительство позволить бразильцам участвовать в выборах

1981 год стал для «Коринтианса» неудачным — как в чемпионате штата, так и в чемпионате Бразилии. В апреле 1982 года вместо Висенте Матеуса новым президентом клуба стал Валдемар Пирес. Одними из самых авторитетных игроков у «чёрно-белых» были политически активные и тяготевшие к левым «народным» взглядам Сократес и Владимир Родригес, поэтому в «Коринтиансе» сложились предпосылки для демократических изменений. Это движение было достаточно неприятным для военного руководства страны.
Результатом внедрения политики «Коринтианской демократии» стало улучшение обстановки в команде, что отразилось и на спортивных результатах. «Коринтианс» дошёл до полуфинала чемпионата Бразилии 1982 года, а также выиграл Паулисту в 1982 и 1983 годах. Подбор исполнителей в команде также был на высоком уровне: Биро-Биро сыграл важную роль в победе в чемпионате штата 1982 года, забив решающий гол в ворота «Сан-Паулу», чемпион мира 1970 года Зе Мария завоевал свой последний титул чемпиона штата в 1983 году уже в качестве играющего тренера, Зенон и Сократес были «мозговым центром» в середине поля, надёжно играл опытнейший полузащитник Эдуардо. «Коринтианс» играл по тактической схеме 1-4-4-2, с полузащитой, выстроенной «ромбом» (Паулиньо — полузащитник оборонительного плана, по краям — Биро-Биро и Зенон, а также Сократес в качестве атакующего полузащитника). Пара нападающих выстраивалась необычным образом — Казагранде действовал постоянно на самом краю атака, в то время как Аталиба пребывал в «тени», как правило, чаще подключаясь с правого края. По бразильской традиции, фланговые защитники, то есть латерали, курсировали по всему флангу и тоже могли участвовать в атакующих действиях команды.
В период «самоуправления» клуб полностью избавился от долгов и даже получил чистую прибыль в размере 3 млн долларов США. В 1984 году «Коринтианская демократия» начала вытесняться из клуба. Сократес, один из главных идеологов этой политики, уехал играть в Италию, «бунтарь» Валтер Казагранде ушёл в аренду в стан принципиальных соперников — «Сан-Паулу», но самое главное — была подготовлена почва для возвращения «вечного» президента Висенте Матеуса, который проповедовал стиль управления, далёкий от идеалов «Коринтианской демократии». В итоге на выборах президента клуба, прошедших 1 апреля 1985 года, с минимальным перевесом победу над Монтейро Алвесом одержал союзник Матеуса, Роберто Паскуа.
На чемпионате мира 1982 года в Испании в составе сборной Бразилии выступил лишь один представитель «Коринтианса» — Сократес, а спустя четыре года в Мексике «тимау» представляли сразу трое игроков — основной вратарь Карлос, защитник Эдсон Абобран, а также нападающий Валтер Казагранде.

#### Правление семейства Матеусов (1987—1993)
После завершения эры «Коринтианской демократии» в клубе вернулись к прежнему, классическому стилю руководства. В 1987 году президентом в очередной раз стал Висенте Матеус, а уже в следующем году он смог отчитаться перед своими избирателями, поскольку команда впервые за пять лет сумела завоевать трофей, выиграв Лигу Паулисту, причём победа над «Гуарани» в финале стала юбилейной 20-й победой «тимау» в турнире. 1989 год стал для команды переходным — шестое место в Серии A, четвертьфинал вновь учреждённого Кубка Бразилии и третье место в Паулисте. Но уже в 1990 году «Коринтианс» сумел впервые в своей истории стать чемпионом Бразилии.
Руководил командой Нелсиньо Баптиста, в 1970-е годы игравший за «Сан-Паулу» и «Сантос», и начавший тренерскую карьеру лишь в 1985 году. В регулярном турнире «Коринтианс» финишировал на четвёртом месте, впрочем, у команд, занявших места с третье по седьмое, было одинаковое количество очков — по 22, а у лидера «Гремио» — 25. В четвертьфинале «мушкетёры» обыграли «Атлетико Минейро», которые финишировали вторыми в регулярном сезоне, благодаря победе 2:1 и ничьей 0:0. В полуфинале с абсолютно идентичным показателем была пройдена «Баия», чемпион страны 1988 года. Три из четырёх голов, забитых «Коринтиансом» в этих четырёх матчах, записал на свой счёт полузащитник Жозе Нето, ещё один гол забил Пауло Родригес. Обе финальные игры прошли на стадионе «Сан-Паулу» «Морумби». В формально гостевом матче, состоявшемся 13 декабря, «Коринтианс» выиграл благодаря единственному голу Вилсона Мано. В ответной игре, прошедшей 16 декабря, в составе «Коринтианса» выделялись Нето, вратарь Роналдо, а также пара полузащитников Марсио Битенкорт и Вилсон Мано, постоянно нагнетавшие напряжение в обороне звёздного состава «Сан-Паулу», который спустя пару сезонов станет сильнейшим клубом мира. «Коринтианс» был сильнее и в ответной игре, одержав победу за счёт гола Тупанзиньо II, забитого на 54-й минуте встречи.

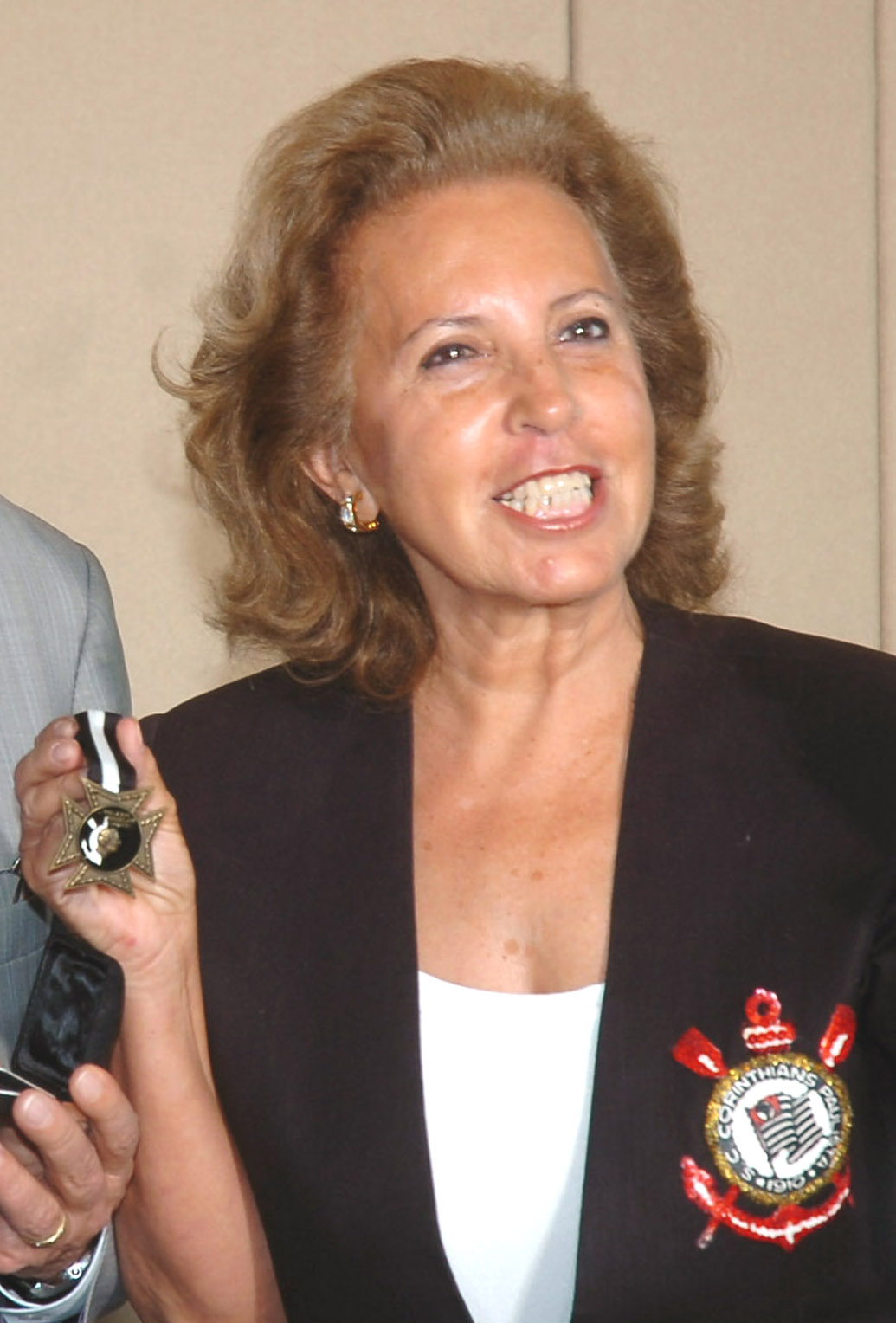
Марлене Матеус стала первой женщиной-президентом одного из сильнейших клубов Бразилии

Чемпионскую схему игры «Коринтианса» можно описать тактическим построением 1-4-2-3-1. В полузащите Вилсон Мано и Марсио больше отвечали за переход из обороны в атаку, по краям располагались Мауро и Фабиньо, а атакующий полузащитник Нето, помогавший Тупанзиньо, настолько часто выполнял роль оттянутого форварда, что тактику команды можно было охарактеризовать и как игру с двумя форвардами.
В начале 1991 года «Коринтианс» стал победителем второго розыгрыша Суперкубка Бразилии, абсолютно непопулярного в стране турнира, который после 1992 года (в котором чемпион играл даже не с победителем Кубка, а с победителем бразильской Серии B) прекратил разыгрываться. Как оказалось, этот титул стал «лебединой песней» для Висенте Матеуса. Из Кубка Либертадорес 1991, в котором команда выступила во второй раз в своей истории, «Коринтианс» вылетел на стадии 1/8 финала, не сумев справиться с более опытной «Бокой Хуниорс» (игры завершились со счётом 1:3 и 1:1). В чемпионате Бразилии команда финишировала пятой, в чемпионате штата стала второй, а также дошла до четвертьфинала Кубка Бразилии.
После того, как стало понятно, что Висенте Матеус больше не получит возможности баллотироваться на пост президента «Коринтианса» в 1991 году, он выдвинул свою супругу Марлене в качестве преемника. Марлене выиграла выборы с 2119 голосами избирателей и стала первой женщиной, возглавившей в качестве президента один из ведущих бразильских клубов. За время её правления команда не сумела добиться серьёзных успехов на спортивной арене (лучший результат — третье место в Серии A 1993 года, а также второе место в Лиге Паулисте того же года), что дало козыри в борьбе за пост предпринимателю ливанского происхождения Алберто Дуалибу.

#### Начало эры Дуалиба, клубные чемпионы мира (1993—2000)

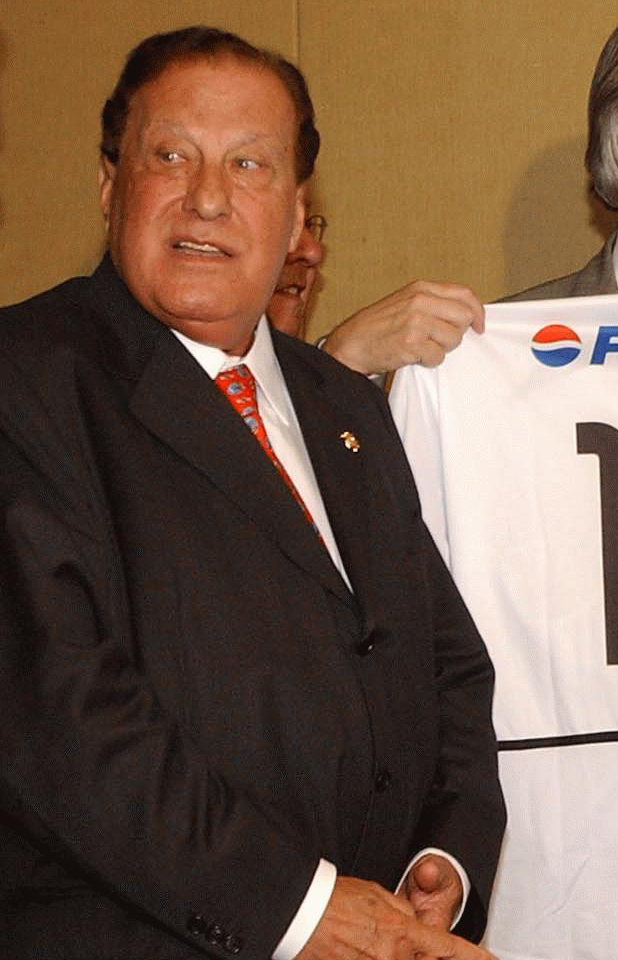
Алберто Дуалиб

Во второй половине 1990-х годов команда вновь выдвинулась на лидирующие позиции в футболе Бразилии. Первые титулы к команде Дуалиба пришли в 1995 году. «Коринтианс» впервые в своей истории завоевал Кубок Бразилии, причём в ходе турнира не проиграл ни одного матча (все стадии турнира проходят в двухматчевом противостоянии). В финальных играх «тимау» обыграли обладателя Кубка Либертадорес 1995 года «Гремио». «Паулистас» были сильнее в обоих матчах — дома 2:1 (голы на счету Виолы и Марселиньо Кариоки) в гостях 1:0 (единственный гол забил Марселиньо Кариока). Также в 1995 году «Коринтианс» одержал очередную победу в Лиге Паулисте.
В январе 1997 года Дуалиб заключил спонсорское соглашение с банком Excel, который выделил на укрепление состава около 16,5 млн реалов. Громким приобретением стал переход из «Ботафого» Тулио, отправившего за пару сезонов в ворота соперников около 100 мячей. Вначале Тулио оправдывал возложенные на него надежды, став лучшим бомбардиром своей команды в победной Лиге Паулисте 1997 года. Он начал в основе и чемпионат Бразилии, но травма помешала развитию карьеры нападающего в «Коринтиансе». Тренер Нелсиньо Баптиста принял решение изменить тактическую схему и вместо ярко выраженного форварда до конца первенства атака «тимау» представляла собой сдвоенный центр из Донизете и Мирандиньи, в то время как Тулио отводилась участь игрока, выходящего на замену. В итоге звёздный форвард был вынужден вернуться в «Ботафого». Благодаря контракту с Excel «Коринтианс» приобрёл ещё несколько будущих лидеров — защитника Антонио Карлоса, полузащитника Фредди Ринкона, а также нападающего Эдилсона.
Инвестиции в игроков начали себя оправдывать в 1998 году, когда во главе тренерского штаба встал Вандерлей Лушембурго. Он привёл с собой несколько сильных игроков — парагвайца Карлоса Гамарру, бразильцев Вампету и Рикардиньо, вернул из «Валенсии» Марселиньо Кариоку. Команда довольно быстро сыгралась и без проблем выиграла второй титул чемпионов Бразилии.
«Коринтианс» финишировал на первом месте в регулярном чемпионате, набрав в 23 турах 46 очков и лишь на одно опередив «Палмейрас». Плей-офф проводился из трёх матчей. В четвертьфинале «тимау» в первой домашней игре уступил дома со счётом 0:2, но два раза обыграл «Гремио» в гостевом и втором домашнем матче — по 1:0, пройдя в следующую стадию. В полуфинальном противостоянии с «Сантосом» исход противостояния решила лучшая разница забитых мячей. Дома «рыбы» победили со счётом 2:1 (гол у гостей забил Карлос Гамарра), а на «Пакаэмбу» 6 декабря «Коринтианс» оказался сильнее 2:0 (голы на счету Марселиньо Кариоки и Эдилсона). В третьей игре команды сыграли вничью 1:1 (у «Коринтианса» отличился Эдилсон).
В финале «Коринтианс» вновь на правах победителя предварительной стадии получил право провести две из трёх игр дома. Соперником стал «Крузейро», занявший в турнирной таблице Бразилейро лишь седьмое место, но имеющий опыт недавней победы в Кубке Либертадорес 1997 года. Первую игру «лисы» проводили на стадионе «Минейран». «Крузейро» успешно начал встречу, его игроки Мюллер и Валдо Фильо сделали счёт 2:0 уже к середине матча. Но выход на замену Динея перевернул ход встречи. На 53-й минуте он сравнял счёт, а спустя три минуты поучаствовал в атаке, успешно завершённой Марселиньо — 2:2. Во второй игре Марселиньо опять с передачи Динея открыл счёт, но «Крузейро» сумел свести результат к ничьей. Решающая встреча состоялась 23 декабря. За «Коринтианс» во втором тайме отличились Эдилсон и Марселиньо, забивший с передачи в очередной раз вышедшего на замену Динея — 2:0.
Однако во второй половине 1998 года стало известно о банкротстве банка Excel — его приобрела испанская банковская группа BBVA. Дуалибу удалось уговорить испанцев продолжить финансирование «Коринтианса» в рамках заключённого договора, но на большее новые владельцы банка Excel не пошли и руководству клуба пришлось искать новых спонсоров. Им стала американская финансовая группа Hicks, Muse, Tate & Furst (HMTF), ныне известная как HM Capital Partners.

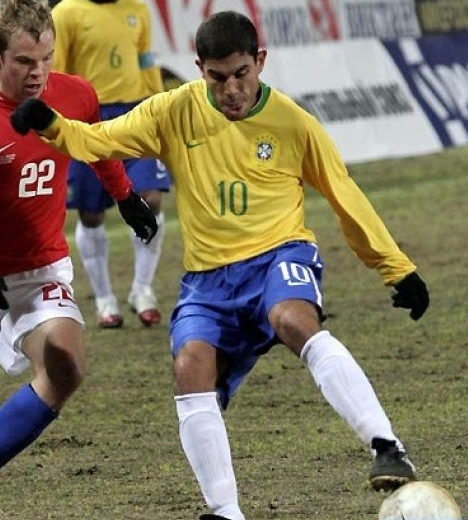
Чемпион мира 2002 года Рикардиньо
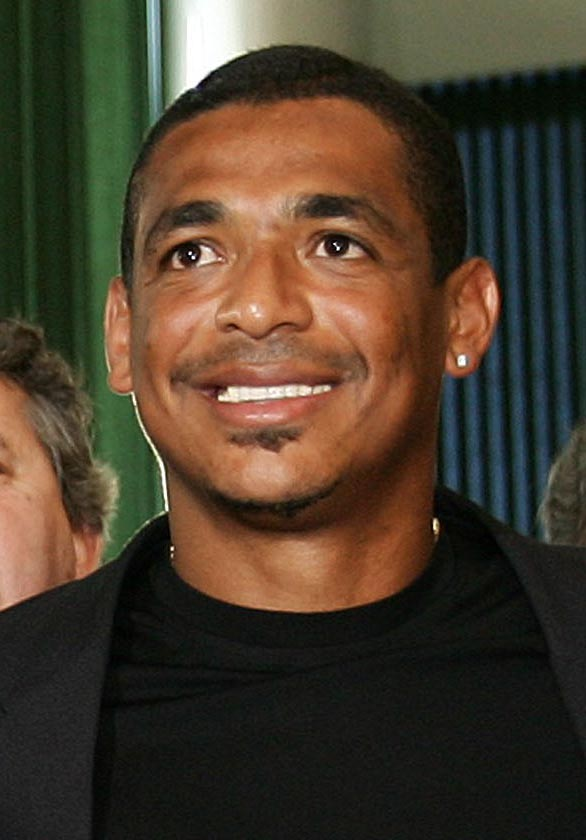
Чемпион мира 2002 года Вампета
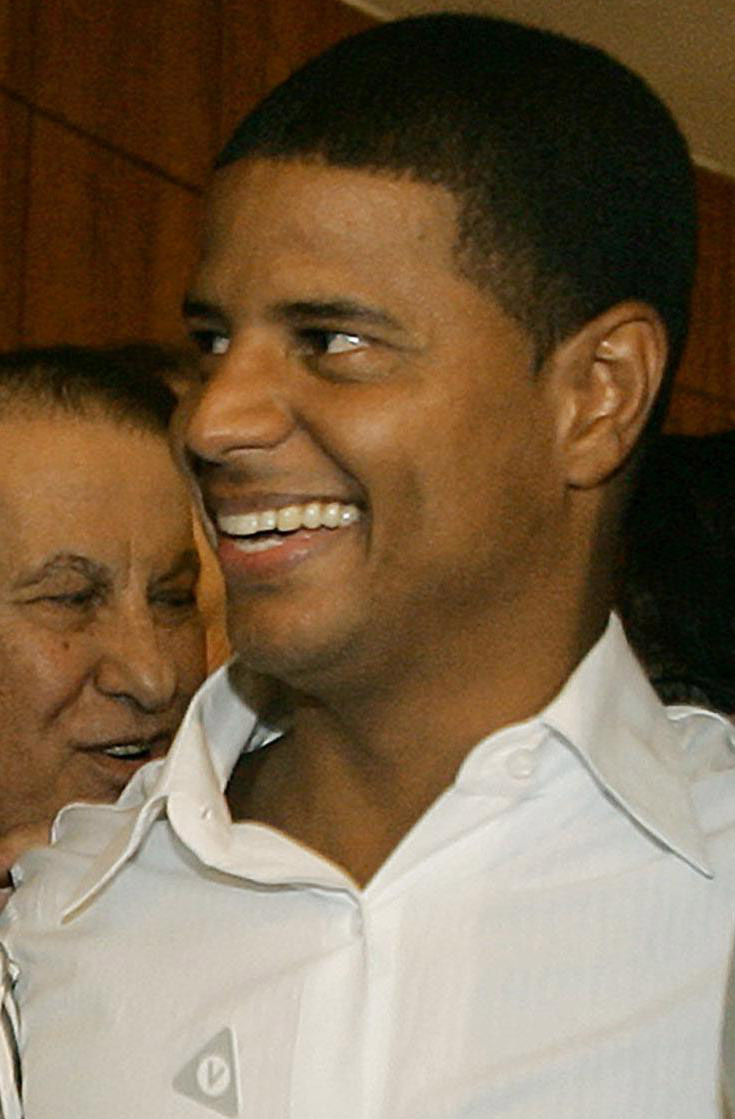
Марселиньо Кариока дебютировал за «Коринтианс» в 1994 году, а последнюю игру провёл в 2006

Лушембурго, благодаря успеху 1998 года, был приглашён на пост главного тренера сборной Бразилии, с которой выиграл Кубок Америки 1999. Контракт с новыми спонсорами позволил стабилизировать финансовое положение клуба и приобрести перед сезоном 1999 года новых звёзд (Диду, Луизана, Фернандо Баиано) Ещё более укрепившийся «Коринтианс» под руководством Освалдо де Оливейры во второй раз подряд стал чемпионом Бразилии. Как и годом ранее, «тимау» завершил групповой этап на первом месте, а в финале обыграл команду, которая была седьмой на первой стадии, на этот раз это был «Атлетико Минейро». В четвертьфинале «Коринтианс» в трёх матчах (0:0, 2:0, 1:1) обыграл «Гуарани» из Кампинаса. Первый финальный матч состоялся 12 декабря на «Минейране» и завершился победой хозяев поля со счётом 3:2. Все три мяча за «галос» забил лучший бомбардир чемпионата Гильерме, причём он открыл счёт уже на 15-й секунде встречи. В составе «тимау» отличились Вампета и Луизан. Последний также отметился дублем в ответной встрече на «Пакаэмбу», в которой «Коринтианс» 19 декабря взял реванш со счётом 2:0. Ничья в третьем матче 0:0, прошедшем 22 декабря, сделала чемпионом «Коринтианс».
Как и годом ранее, «тимау» завершил групповой этап на первом месте, а в финале обыграл команду, которая была седьмой на первой стадии, на этот раз это был «Атлетико Минейро». В четвертьфинале «Коринтианс» в трёх матчах (0:0, 2:0, 1:1) обыграл «Гуарани» из Кампинаса. Первый финальный матч состоялся 12 декабря на «Минейране» и завершился победой хозяев поля со счётом 3:2. Все три мяча за «галос» забил лучший бомбардир чемпионата Гильерме, причём он открыл счёт уже на 15-й секунде встречи. В составе «тимау» отличились Вампета и Луизан. Последний также отметился дублем в ответной встрече на «Пакаэмбу», в которой «Коринтианс» 19 декабря взял реванш со счётом 2:0. Ничья в третьем матче 0:0, прошедшем 22 декабря, сделала чемпионом «Коринтианс».
В том же году «мушкетёры» победили и в Лиге Паулисте.
Благодаря победе в чемпионате Бразилии «Коринтианс» получил право представлять страну-организатора первого в истории клубного чемпионата мира, организованного ФИФА и прошедшего в Сан-Паулу и Рио-де-Жанейро. Южную Америку в турнире представлял победитель Кубка Либертадорес 1998 года «Васко да Гама». Обе бразильские команды выиграли свои группы, причём «Коринтианс» оказался в турнирной таблице выше мадридского «Реала» благодаря лучшей разнице забитых и пропущенных мячей. Очное противостояние с испанским клубом завершилось со счётом 2:2 — по дублю у команд оформили Николя Анелька («Реал») и Эдилсон («Коринтианс»). В финальном матче на «Маракане» «Коринтианс» в серии пенальти со счётом 4:3 обыграл «Васко», в составе которого блистали Ромарио и Эдмундо, и стал первым клубным чемпионом мира под эгидой ФИФА. Лучшим игроком чемпионата был признан Эдилсон.
| Коринтианс                                         | 0:0   | Васко да Гама                                         |
| -------------------------------------------------- | ----- | ----------------------------------------------------- |
|                                                    | Отчёт |                                                       |
| Пенальти                                           |       |                                                       |
| Ринкон · Баияно · Луизан · Эду Гаспар · Марселиньо | 4:3   | Ромарио · Алекс Оливейра · Жилберто · Виола · Эдмундо |

| Коринтианс | Васко да Гама |

| Коринтианс:         |    |                 |                 |     |
|                     |    |                 |                 |     |
| Вр                  | 1  | Дида            |                 |     |
| Защ                 | 2  | Индио           | 97'             |     |
| Защ                 | 3  | Адилсон Батиста | 75'             |     |
| Защ                 | 16 | Фабио Лусиано   |                 |     |
| Защ                 | 6  | Клебер          |                 |     |
| Защ                 | 5  | Вампета         | 91'             |     |
| ПЗ                  | 8  | Фредди Ринкон   | Капитан команды | 43' |
| ПЗ                  | 7  | Марселиньо      |                 |     |
| ПЗ                  | 11 | Рикардиньо      | 61'             |     |
| ПЗ                  | 10 | Эдилсон         | 113'            |     |
| Нап                 | 9  | Луизан          | 113'            |     |
| Запасные:           |    |                 |                 |     |
| ПЗ                  | 20 | Эду Гаспар      | 45'             |     |
| Нап                 | 23 | Жилмар Фиба     | 91'             |     |
| Нап                 | 17 | Фернандо Баияно | 113'            |     |
| Главный тренер:     |    |                 |                 |     |
| Освалдо де Оливейра |    |                 |                 |     |

| Васко да Гама:  |    |                      |                 |      |
|                 |    |                      |                 |      |
| Вр              | 12 | Элтон                |                 |      |
| Защ             | 15 | Пауло Миранда        | 54'             |      |
| Защ             | 3  | Одван                |                 |      |
| Защ             | 4  | Мауро Галван         |                 |      |
| Защ             | 13 | Жилберто             |                 |      |
| ПЗ              | 5  | Амарал               | 33'             |      |
| ПЗ              | 8  | Жуниньо Пернамбукано | 96'             |      |
| ПЗ              | 6  | Фелипе               | 102'            |      |
| ПЗ              | 9  | Рамон                | 16'             | 111' |
| Нап             | 10 | Эдмундо              | Капитан команды | 98'  |
| Нап             | 11 | Ромарио              |                 |      |
| Запасные:       |    |                      |                 |      |
| Защ             | 19 | Виола                | 96'             |      |
| ПЗ              | 23 | Алекс Оливейра       | 102'            |      |
| Нап             | 7  | Донизете             | 111'            |      |
| Главный тренер: |    |                      |                 |      |
| Антонио Лопес   |    |                      |                 |      |

| Помощники главного арбитра: Йенс Ларсен Фернандо Креши Четвёртый судья: Вильям Maттус | Правила матча - 90 минут. - 30 минут дополнительного времени при необходимости. - Серия послематчевых пенальти, если счет остался равным. - 12 запасных. - Максимальное число замен — 3. |

В том же 2000 году «Коринтианс» впервые в своей истории дошёл до полуфинала Кубка Либертадорес. Команда финишировала на первом месте в своей группе, а в плей-офф выбила сначала «Росарио Сентраль», а затем «Атлетико Минейро». В непримиримом противостоянии с «Палмейрасом», защищавшим свой титул 1999 года, победителя удалось определить лишь в серии пенальти, где удача была на стороне «зеленейших». Истощённый борьбой на международной арене, «Коринтианс» провалил вторую половину 2000 года, в ходе которой состоялся Кубок Жоао Авеланжа, заменивший в том сезоне чемпионат Бразилии. Команда финишировала только на предпоследнем месте «Синего модуля», состоявшего из 25 «элитарных» клубов.
Под руководством нескольких тренеров «Коринтианс» в конце 1990-х в основном действовал по тактический схеме 1-4-3-3. На примере команды 2000 года эту схему можно пояснить следующим образом: латерали Клебер и Индио постоянно участвовали в атакующих действиях команды, а ближе к Диде постоянно находились лишь два защитника — Адилсон и Лусиано. Опорный полузащитник Ринкон был связующим звеном с линией обороны, а Вампета и Рикардиньо отвечали за созидание. Классическими форвардами выступали Эдилсон и Луизан, в то время как Марселиньо Кариока был «свободным художником».
В 1994 году на чемпионате мира в США в сборной Бразилии «тимау» представлял лишь один игрок — Виола. В 1998 году на чемпионате мира во Франции «Коринтианс» представляли двое легионеров — колумбиец Фредди Ринкон и Карлос Гамарра, который уступил со сборной Парагвая в 1/8 финала будущим чемпионам мира французам. Победителем Кубка Америки 1997 года стал Селио Силва, а в 1999 году его успех с «Селесау» повторили Вампета и Жуан Карлос.

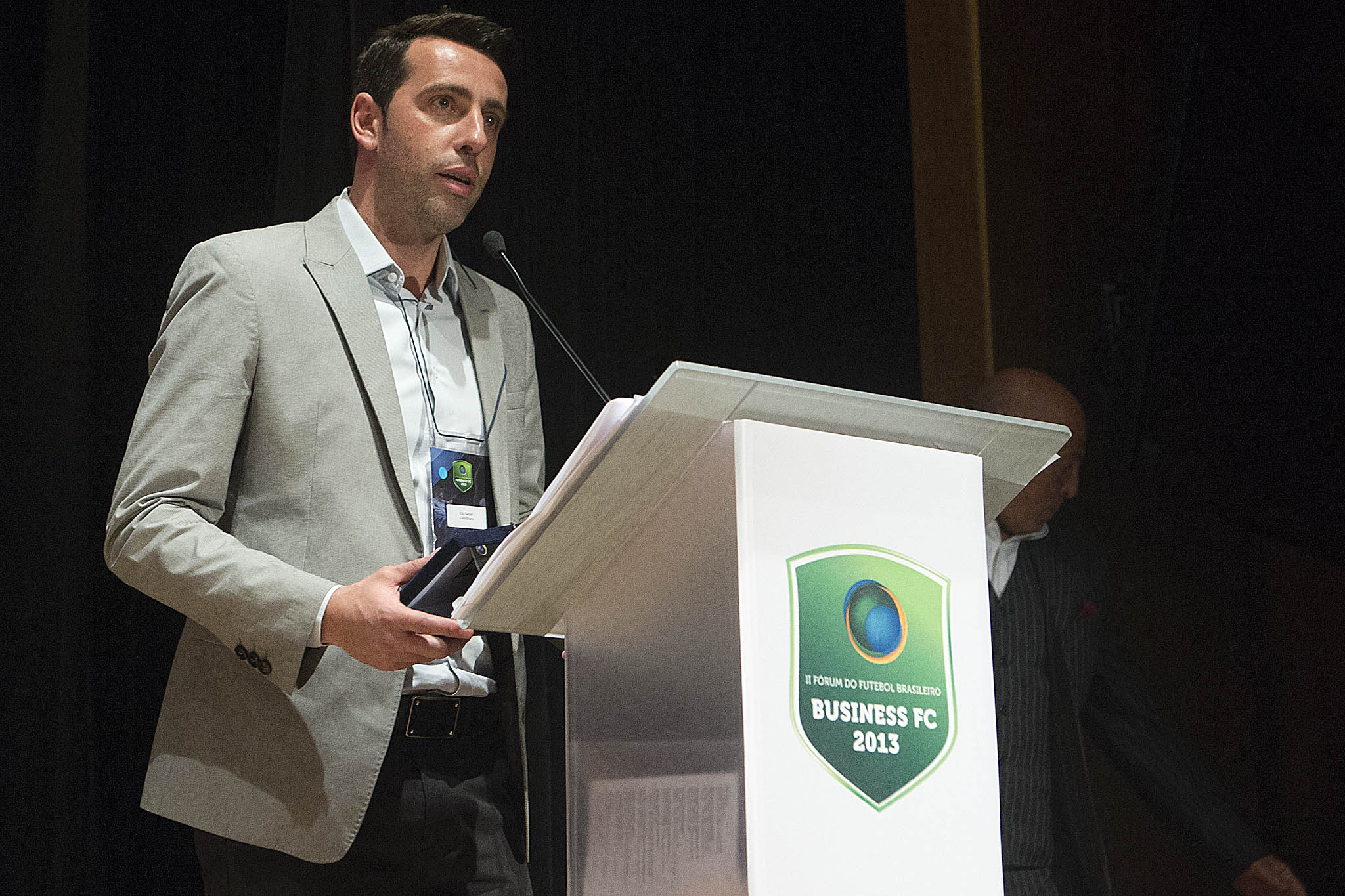
Эду Гаспар завершил игровую карьеру в 32 года и возглавил футбольный департамент «Коринтианса»
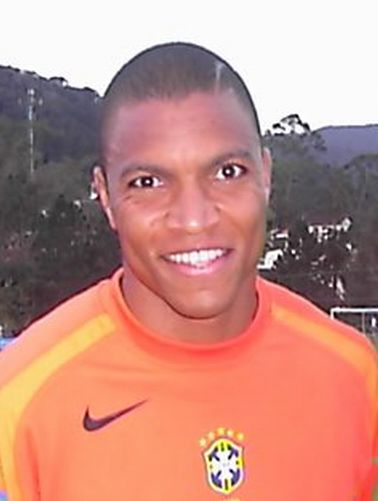
Чемпион мира 2002 года вратарь Дида

### XXI век

#### Переходные годы (2001—2003)

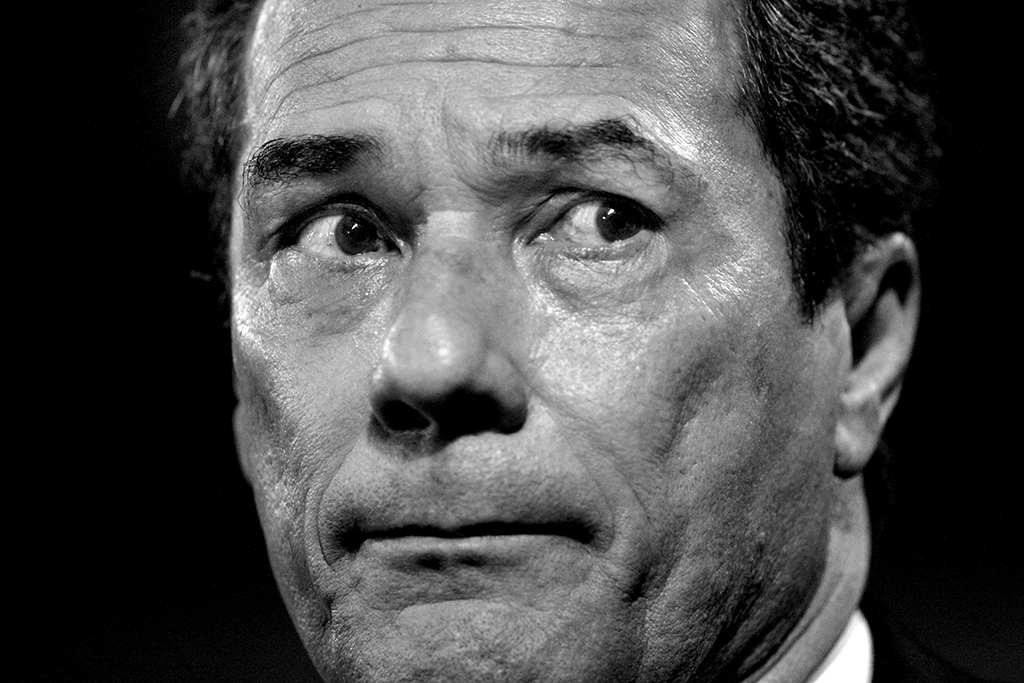
Вандерлей Лушембурго возглавлял «Коринтианс» в 1998—1999 и 2001—2002 годах.

В начале XXI века «Коринтианс» покинули некоторые лидеры, а также тренер Освалдо Оливейра. Новый наставник, тренер чемпионов мира 1994 года Карлос Алберто Паррейра, сумел привести команду к победе в Лиге Паулисте 2001 года. Команда вышла в полуфинал только с третьего места. В финале дубль Марселиньо и гол Жуана Карлоса предрешили исход противостояния с «Ботафого» (Рибейран-Прету) ещё в гостевой игре, а в ответном матче зрители не увидели забитых голов — 0:0.
Вторую половину 2001 года команда провела неоднозначно. В июне «тимау» уступили в финале Кубка Бразилии «Гремио» (2:2 в Порту-Алегри, 1:3 на Морумби). В последнем розыгрыше Кубка Меркосур команда дошла до полуфинала, где уступила с общим счётом 3:5 (2:1; 1:4) будущему победителю аргентинскому «Сан-Лоренсо». В чемпионате Бразилии «Коринтианс» финишировал на 18 месте из 28 команд.
В 2002 году «Коринтианс» во второй раз в своей истории завоевал Кубок Бразилии, победив «Бразильенсе» в финале (2:1; 1:1), причём все три мяча за «алвинегрос» в решающих играх забил Дейвид. Эта победа стала последней для HTMF в качестве спонсора бразильской команды. Затем «тимау» сумели дойти до финала чемпионата Бразилии, где уступили «Сантосу», впервые ставшему победителем Серии A. Кроме того, в 2002 году «Коринтианс» стал победителем Турнира Рио-Сан-Паулу, одолев в финале «Сан-Паулу» (3:2; 1:1) — в последний раз «мушкетёрам» этот трофей покорялся ещё в 1966 году совместно с ещё тремя командами. Розыгрыш 2002 года стал последним в истории этого турнира.
В 2003 году «Коринтианс» завоевал свой 25-й титул чемпиона штата, но на этом успехи команды закончились почти на два года. Из Кубка Либертадорес 2003 «тимау» вылетели в 1/8 финала, в чемпионате Бразилии команда финишировала 15-й, а в Южноамериканском кубке «Коринтианс» не смог даже выйти в основную стадию. В 2004 году «мушкетёры» не завоевали ни одного трофея, хотя и финишировали на довольно высоком пятом месте в бразильской Серии A.
Чемпионами мира 2002 года в составе сборной Бразилии стали трое игроков «Коринтианса» — вратарь Дида и полузащитники Рикардиньо и Вампета.

#### Период MSI, завершение правления Дуалиба (2004—2007)
Практически весь 2004 год в стане болельщиков клуба («фиэл») ходили слухи о приобретении «Коринтианса» международной инвестиционной группой Media Sports Investment (MSI), которую в Бразилии представлял британский бизнесмен иранского происхождения Киаваш (Киа) Джурабчиан. В ноябре сделка была официально оформлена, и в состав Совета директоров вошли двое представителей вновь образованной группы MSI. По условиям соглашения, MSI обязалась погасить долги «Коринтианса» (около 16 млн долларов) и инвестировать в клуб около 35 млн долларов, в обмен на это MSI могла рассчитывать на получение 51 % доходов клуба в следующие 10 лет. «Коринтианс» вскоре стал самым богатым клубом Южной Америки. С начала 2005 года в команду пришли аргентинские звёзды — Карлос Тевес (сумма трансфера составила 21,5 млн долларов; нападающий «Боки Хуниорс» два года подряд признавался футболистом года в Южной Америке), Хавьер Маскерано (13,4 млн долларов, «Ривер Плейт»), Себастьян Домингес (2,5 млн долларов, «Ньюэллс Олд Бойз»), а также местные игроки Марсело Матос (приобретён у «Сан-Каэтано» за 1,2 млн долларов), игроки сборной Бразилии Нилмар, Густаво Нери, Карлос Алберто и другие футболисты.
«Коринтианс» стал чемпионом Бразилии 2005 года в жёстком противостоянии с «Интернасьоналом» до самого последнего тура. В итоговое распределение мест в турнирной таблице вмешался судейский скандал, получивший название «Мафия свистков», и последовавшая за ним переигровка матчей, которые обслуживались главным участником махинаций — арбитром Эдилсоном Перейрой де Карвальо. Ни один из клубов не был виноват в случившемся — футбольная мафия работала именно с арбитрами, и последние пытались, по мере своих возможностей, предрешать исход поединков. Если же это не получалось, извинялись перед хозяевами: «Ну ничего я не мог поделать, гости просто сильнее» — подобные выражения содержатся в опубликованных записях телефонных переговоров участников «Мафии свистков». Если не учитывать переигранные матчи, чемпионом Бразилии 2005 года становился бы не «Коринтианс», а «Интернасьонал» (это впоследствии признал сам Алберто Дуалиб), выигравший в следующем году первый в своей истории Кубок Либертадорес.
| \| № \| Игрок \| Позиция \| Матчи \| Голы \| Примечание \| \| --- \| ------------------ \| ------------------------ \| ----- \| ---- \| --------------------- \| \| 1 \| Фабио Коста \| Вратарь \| 36 \| -23 \| \| \| 2 \| Эдсон Сита \| Опорный полузащитник \| 22 \| 1 \| \| \| 3 \| Хавьер Маскерано \| Центральный защитник \| 7 \| \| Дозаявлен 6 июля \| \| 3 \| Андерсон Бералдо \| Центральный защитник \| 8 \| \| Отзаявлен 1 июня \| \| 4 \| Густаво Нери \| Левый защитник \| 35 \| 7 \| \| \| 5 \| Марсело Матос \| Опорный полузащитник \| 35 \| 6 \| \| \| 6 \| Себастьян Домингес \| Центральный защитник \| 11 \| 1 \| \| \| 7 \| Рожер Галера \| Атакующий полузащитник \| 35 \| 7 \| \| \| 8 \| Розинеи \| Центральный полузащитник \| 33 \| 10 \| \| \| 9 \| Нилмар \| Нападающий \| 20 \| 6 \| Дозаявлен 23 августа \| \| 10 \| Карлос Тевес (к) \| Оттянутый форвард \| 29 \| 20 \| \| \| 11 \| Жил \| Нападающий \| 4 \| 1 \| Отзаявлен 30 июня \| \| 12 \| Тиаго Кампаньяро \| Вратарь \| 2 \| -6 \| \| \| 13 \| Мариньо Назаре \| Центральный защитник \| 30 \| 2 \| \| \| 14 \| Коэлью \| Центральный защитник \| 20 \| 2 \| \| \| 15 \| Вендел Гомес \| Опорный полузащитник \| 28 \| \| \| \| 16 \| Бетан \| Центральный защитник \| 37 \| 1 \| \| \| 17 \| Динелсон \| Атакующий полузащитник \| 14 \| 2 \| \| \| 18 \| Бобо \| Нападающий \| 14 \| 3 \| \| \| 19 \| Карлос Алберто \| Атакующий полузащитник \| 30 \| 8 \| \| \| 20 \| Элтон \| Атакующий полузащитник \| 3 \| \| \| \| 21 \| Уго Энрике \| Атакующий полузащитник \| 24 \| 1 \| \| \| 22 \| Жулио Сезар \| Вратарь \| 1 \| -1 \| \| \| 23 \| Маркиньос \| Центральный защитник \| 9 \| \| Отзаявлен 30 мая \| \| 24 \| Маркус Винисиус \| Центральный защитник \| 3 \| \| \| \| 26 \| Фининьо \| Левый полузащитник \| \| \| Отзаявлен 30 июня \| \| 27 \| Бруно Отавио \| Опорный полузащитник \| 17 \| \| \| \| 28 \| Рафаэл Фефо \| Опорный полузащитник \| \| \| \| \| 29 \| Фабрисио де Соуза \| Опорный полузащитник \| 15 \| \| \| \| 30 \| Жо \| Нападающий \| 25 \| 4 \| \| \| 31 \| Рафаэл Фефо \| Центральный полузащитник \| \| \| \| \| 32 \| Вилсон \| Нападающий \| 4 \| \| Отзаявлен 10 июля \| \| 33 \| Ронни \| Атакующий полузащитник \| 6 \| 1 \| \| \| 34 \| Жи-Парана \| Центральный полузащитник \| 2 \| \| \| \| 35 \| Абуда \| Нападающий \| 5 \| 3 \| Отзаявлен 30 августа \| \| 40 \| Марсело Мариньо \| Вратарь \| 6 \| -8 \| \| \| 41 \| Весклей \| Центральный защитник \| 11 \| 1 \| Дозаявлен 1 июля \| \| 42 \| Эдуардо Ратиньо \| Правый защитник \| 19 \| 1 \| \| \| б/н \| Нилтон \| Центральный защитник \| 1 \| \| \| \| ГТ \| Марсио Битенкорт \| и. о. главного тренера \| \| \| с 5 мая по 5 сентября \| \| ГТ \| Антонио Лопес \| Главный тренер \| \| \| с 5 сентября \| |                    |                          |       |      |                       |
| № | Игрок              | Позиция                  | Матчи | Голы | Примечание            |
| 1 | Фабио Коста        | Вратарь                  | 36    | -23  |                       |
| 2 | Эдсон Сита         | Опорный полузащитник     | 22    | 1    |                       |
| 3 | Хавьер Маскерано   | Центральный защитник     | 7     |      | Дозаявлен 6 июля      |
| 3 | Андерсон Бералдо   | Центральный защитник     | 8     |      | Отзаявлен 1 июня      |
| 4 | Густаво Нери       | Левый защитник           | 35    | 7    |                       |
| 5 | Марсело Матос      | Опорный полузащитник     | 35    | 6    |                       |
| 6 | Себастьян Домингес | Центральный защитник     | 11    | 1    |                       |
| 7 | Рожер Галера       | Атакующий полузащитник   | 35    | 7    |                       |
| 8 | Розинеи            | Центральный полузащитник | 33    | 10   |                       |
| 9 | Нилмар             | Нападающий               | 20    | 6    | Дозаявлен 23 августа  |
| 10 | Карлос Тевес (к)   | Оттянутый форвард        | 29    | 20   |                       |
| 11 | Жил                | Нападающий               | 4     | 1    | Отзаявлен 30 июня     |
| 12 | Тиаго Кампаньяро   | Вратарь                  | 2     | -6   |                       |
| 13 | Мариньо Назаре     | Центральный защитник     | 30    | 2    |                       |
| 14 | Коэлью             | Центральный защитник     | 20    | 2    |                       |
| 15 | Вендел Гомес       | Опорный полузащитник     | 28    |      |                       |
| 16 | Бетан              | Центральный защитник     | 37    | 1    |                       |
| 17 | Динелсон           | Атакующий полузащитник   | 14    | 2    |                       |
| 18 | Бобо               | Нападающий               | 14    | 3    |                       |
| 19 | Карлос Алберто     | Атакующий полузащитник   | 30    | 8    |                       |
| 20 | Элтон              | Атакующий полузащитник   | 3     |      |                       |
| 21 | Уго Энрике         | Атакующий полузащитник   | 24    | 1    |                       |
| 22 | Жулио Сезар        | Вратарь                  | 1     | -1   |                       |
| 23 | Маркиньос          | Центральный защитник     | 9     |      | Отзаявлен 30 мая      |
| 24 | Маркус Винисиус    | Центральный защитник     | 3     |      |                       |
| 26 | Фининьо            | Левый полузащитник       |       |      | Отзаявлен 30 июня     |
| 27 | Бруно Отавио       | Опорный полузащитник     | 17    |      |                       |
| 28 | Рафаэл Фефо        | Опорный полузащитник     |       |      |                       |
| 29 | Фабрисио де Соуза  | Опорный полузащитник     | 15    |      |                       |
| 30 | Жо                 | Нападающий               | 25    | 4    |                       |
| 31 | Рафаэл Фефо        | Центральный полузащитник |       |      |                       |
| 32 | Вилсон             | Нападающий               | 4     |      | Отзаявлен 10 июля     |
| 33 | Ронни              | Атакующий полузащитник   | 6     | 1    |                       |
| 34 | Жи-Парана          | Центральный полузащитник | 2     |      |                       |
| 35 | Абуда              | Нападающий               | 5     | 3    | Отзаявлен 30 августа  |
| 40 | Марсело Мариньо    | Вратарь                  | 6     | -8   |                       |
| 41 | Весклей            | Центральный защитник     | 11    | 1    | Дозаявлен 1 июля      |
| 42 | Эдуардо Ратиньо    | Правый защитник          | 19    | 1    |                       |
| б/н | Нилтон             | Центральный защитник     | 1     |      |                       |
| ГТ | Марсио Битенкорт   | и. о. главного тренера   |       |      | с 5 мая по 5 сентября |
| ГТ | Антонио Лопес      | Главный тренер           |       |      | с 5 сентября          |

Что же касается «Коринтианса», которого представители прессы в 2005 году стали называть «галактикос» по аналогии с мадридским «Реалом», то клуб пережил болезненный вылет из этого турнира на стадии 1/8 финала от «Ривер Плейта» — аргентинская команда была сильнее в обоих матчах — 3:2 на «Монументале» и 3:1 на «Пакаэмбу», причём ответная встреча была прервана на 83-й минуте из-за беспорядков на трибунах. После второго гола Гонсало Игуаина (и третьего для аргентинцев) Джурабчиан спешно покинул трибуны стадиона в сопровождении Дуалиба и под ругательства фанатов клуба, которые попытались прорваться на поле и встретили отпор со стороны сотрудников полиции. Позже счёт 3:1 в пользу гостей КОНМЕБОЛ признала итоговым.
После вылета из главного континентального кубка, который до сей поры не мог покориться «тимау», отношения «фиэл» с ведущими игроками, а следовательно и с инвесторами, обострились. Торсида критиковала руководство клуба за то, что несмотря на инвестиции в более чем 150 млн реалов, команда продолжала терпеть неудачи в Кубке Либертадорес, который к тому моменту выигрывали и «Палмейрас», и «Сан-Паулу» (трижды), и «Сантос» (дважды). Кроме того, болельщики хотели, чтобы в клуб вернулся их кумир Марселиньо Кариока, символ успехов «Коринтианса» рубежа веков, но у него были плохие отношения с руководством.

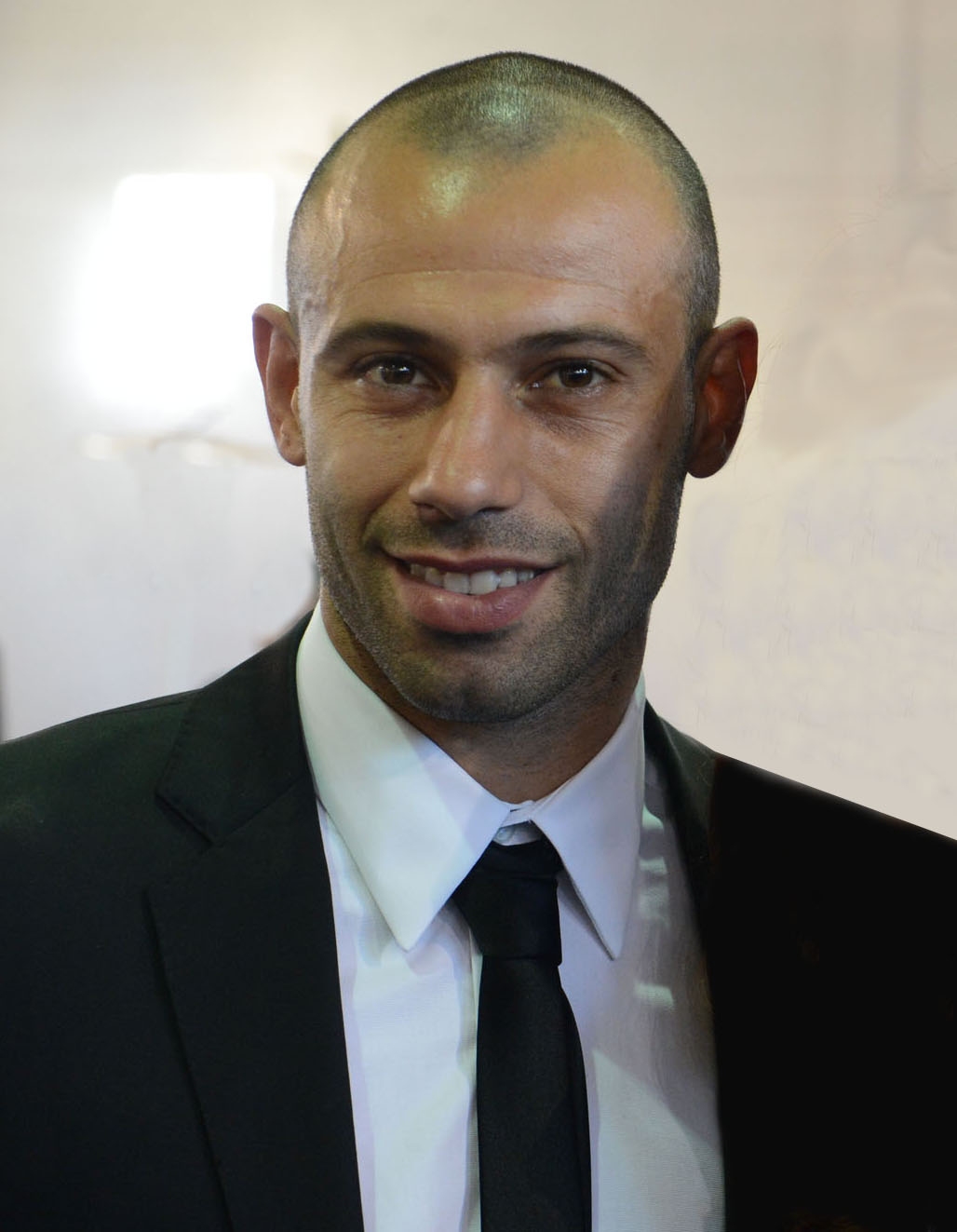
Полузащитник сборной Аргентины Хавьер Маскерано
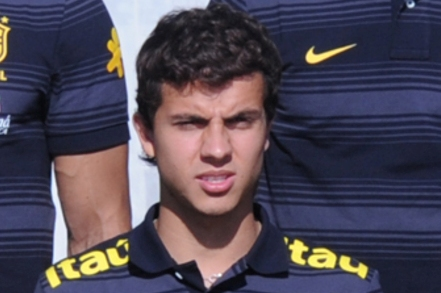
Нилмар выступал за «тимау» в 2005—2007 годах

С декабря 2004 года в Бразилии началось расследование по поводу сделки MSI и Дуалиба. Согласно докладу Группы специального назначения по борьбе с организованной преступностью (GAECO) Прокуратуры штата Сан-Паулу, опубликованному в 2005 году, деньги в группу поступали, в первую очередь, со стороны российского олигарха Бориса Березовского, который на тот момент находился в Лондоне, скрываясь от российского правосудия, обвинявшего того в организации преступлений и мошенничестве, а также грузинского бизнесмена Бадри Патаркацишвили — владельца тбилисского «Динамо» и бывшего владельца российской газеты «Коммерсантъ». Операции по переводу денег для осуществления трансферов проводились при помощи компаний-однодневок типа Devetia Limited, Just Sport Limited, Global Soccer Agencies Limited и Mystere Services Limited зарегистрированных в офшорах на Британских Виргинских островах. GAECO сделала вывод о том, что трансферы MSI использовала для эффективного отмывания денег

У нас достаточно улик, указывающих на то, что партнёрство MSI и «Коринтианса» используется для отмывания денег, большая часть которых получена от Бориса Березовского, чьей выдачи в связи с совершёнными преступлениями финансового характера требует Россия— Рейналдо Гимарайнс Карнейро, Генеральный прокурор штата Сан-Паулу, 
Незадолго до закрытия трансферного окна в середине 2006 года футбольный мир «взорвала» новость о переходе Тевеса (в третий раз подряд признанного футболистом года в Южной Америке) и Маскерано из «Коринтианса» в лондонский клуб «Вест Хэм Юнайтед»; как выяснилось позднее, переход был осуществлён с нарушениями правил английской Премьер-лиги, которая запрещает клубам покупать футболистов, права на которых принадлежат третьим лицам, помимо клуба-продавца. Из-за этого «Вест Хэму» пришлось выплатить штраф в размере 5,5 млн фунтов стерлингов. Позднее и Тевес, и Маскерано, перешли в более сильные клубы — «Манчестер Юнайтед» и «Ливерпуль» соответственно, благодаря чему MSI сумела заработать десятки миллионов долларов.
13 июля 2007 года Федеральный суд Бразилии принял постановление о выдаче ордера на арест Бориса Березовского, директоров компании MSI Киа Джурабчиана и Нояна Бедру, а также нескольких руководителей «Коринтианса» по обвинению в отмывании денег. Бразильские власти обратились в Интерпол с просьбой об аресте подозреваемых. Интерес к Бразилии у владельцев MSI иссяк, и 24 июля 2007 года Совет директоров «Коринтианса» единогласно принял решение о прекращении сотрудничества с международной группой. Почти через два месяца, 21 сентября, в отставку подал Алберто Дуалиб. В отношении него было возбуждено уголовное дело, но в 2014 году суд оправдал бывшего президента «Коринтианса», которому на тот момент исполнилось 94 года. По итогам 2007 года «Коринтианс» впервые в своей истории вылетел из бразильской Серии A.

#### Финансовое оздоровление (2007—2010)

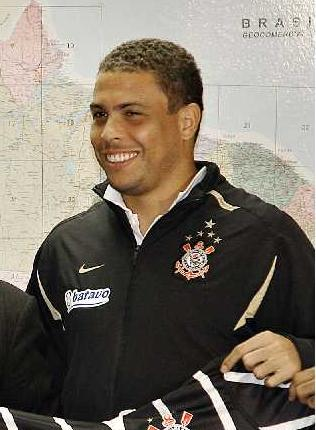
Роналдо завершил карьеру футболиста в «Коринтиансе».

По окончании Лиги Паулисты 2007 из команды ушла ещё одна группа игроков, появившихся в эпоху MSI — Рожер, Марсио Аморозо, Марсело Матос, Магран. Клуб не стал продлевать соглашение с Густаво Нери, который на правах аренды выступал в «Сарагосе», а также разорвал контракт с опытным Вампетой. Взамен «Коринтианс» укрепился рядом игроков из «Брагантино», который дошёл до полуфинала чемпионата штата 2007 (Луисом Фелипе, Зеланом, Морадеи, Эвертоном Сантосом). Эмерсон Леао покинул тренерский пост, вместо него «тимау» возглавил Пауло Сезар Карпежиани, не имевший тренерской практики с 2004 года, и последний раз работавший на клубном уровне в 2001 году в «Крузейро». После крупного поражения 0:3 как раз от «Крузейро» в 21 туре чемпионата Бразилии Карпежиани подал в отставку. До сентября основой руководил тренер молодёжного состава «тимау» (2001—2012) Зе Аугусто, никогда ранее не работавший со взрослыми командами. В сентябре в команду вернулся Нелсиньо Баптиста, но и ему не удалось спасти «Коринтианс» от вылета. После ничьей с «Гремио» (1:1) 2 декабря «тимау» впервые в своей истории вылетели во второй дивизион.
После разрыва контракта с MSI и увольнения Дуалиба исполняющим обязанности президента клуба стал директор Клодомил Орси (работавший в «Коринтиансе» с 1951 года и занимавший эту должность с 1959 года), а чуть позже новым президентом был избран предприниматель испанского происхождения Андрес Санчес. Он назначил на должность технического директора бывшего игрока команды Антонио Карлоса. Санчес с новой командой начал реализацию кампании «Обновление и прозрачность» (Renovação e Tranparência), в рамках которой было запущено множество маркетинговых проектов — выпуск памятных футболок, мобильных телефонов, кампаний по привлечению новых болельщиков. В конце 2007 года Андресу Санчесу удалось найти нового титульного спонсора. По соглашению со здравоохранительной компанией Medial Saúde «Коринтианс» получил в 2008 году 16,5 млн реалов (9,25 млн долларов по курсу декабря 2007). Для сравнения, от предыдущего титульного спонсора, Samsung, «паулистас» получали лишь 12 млн реалов в год. Это позволило начать процесс погашения 100-миллионного долга, образовавшегося у клуба в период MSI.

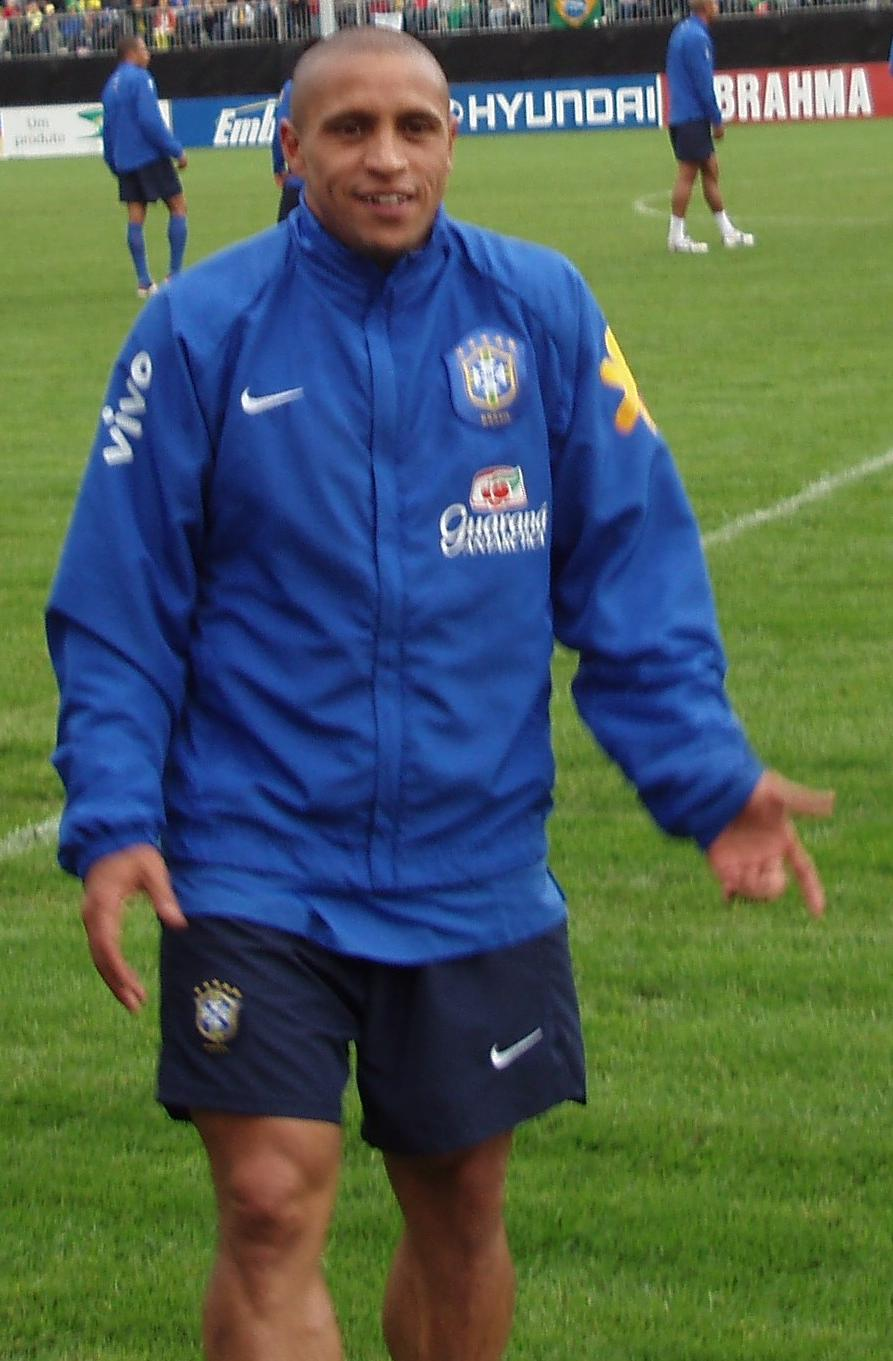
Роберто Карлос вернулся на родину после 14 лет выступлений в Европе, подписав контракт с «Коринтиансом» в год столетия клуба.

Главным тренером стал Мано Менезес, уже имевший опыт успешного переустройства бразильского суперклуба, вылетевшего в Серию B — в 2005 году он вернул «Гремио» в элиту. В чемпионате штата «Коринтианс» занял 5-е место, но очень успешно выступил в розыгрыше Кубка Бразилии 2008, дойдя до финала турнира, где уступил «Спорту» из Ресифи лишь за счёт меньшего количества голов, забитых на чужом поле (3:1; 0:2). В Серии B команда выступила с подавляющим преимуществом над соперниками, оформив возвращение в элиту за шесть туров до завершения первенства, а чемпионство — спустя ещё два тура. «Мушкетёры» опередили занявшего второе место «Санту-Андре» на 17 очков, одержав в 38 турах 25 побед и проиграв лишь три матча.
В 2008 году сформировался костяк команды, многие из игроков, пришедших в «тимау» в том году, впоследствии сыграли решающую роль в победах как на внутренней, так и на международной арене — Андре Сантос, Кристиан Барони, Шикан, Алессандро, Дуглас дос Сантос. 17 декабря 2008 года «Коринтианс» подписал контракт с двукратным чемпионом мира Роналдо, вернувшимся в Бразилию после 14 лет выступлений в Европе.
«Коринтианс» стал чемпионом штата Сан-Паулу 2009 без единого поражения в ходе турнира. Роналдо (как и Шикан) забил восемь голов — в два раза меньше, чем лучший бомбардир Педран из «Гремио Баруэри», но именно его голы принесли важнейшие результаты для «тимау» — гол на 91-й минуте в дерби против «Палмейраса» позволил избежать поражения (1:1), а в первом финале с «Сантосом» дубль Роналдо принёс «Коринтиансу» гостевую победу 3:1; домашняя игра завершилась со счётом 1:1. Роналдо был признан лучшим игроком Лиги Паулисты 2009 года.
Победа в финале Кубка Бразилии 2009 над «Интернасьоналом» (2:0; 2:2, игры прошли 17 июня и 1 июля) позволила команде Мано Менезеса выполнить главную задачу на сезон — завоевать путёвку в Кубок Либертадорес 2010 — года столетия «Коринтианса». Вторую половину 2009 года «Коринтианс» провёл не столь уверенно — на игре сказались травма Роналдо, а также уход сразу троих лидеров — Андре Сантоса, Кристиана и Дугласа. В чемпионате Бразилии «чёрно-белые» финишировали на 10 месте.
Год столетия «Коринтианс» встретил с очередным звёздным пополнением в лице чемпиона мира Роберто Карлоса. Кроме того, к команде присоединился почти 39-летний кумир «фиэл» Марселиньо Кариока, но он стал послом клуба, получив титул «Сеньор столетие» и был задействован только в товарищеских матчах. Руководство клуба делало большую ставку на успешном выступлении в Кубке Либертадорес, но вновь «тимау» эта вершина не покорилась — «Коринтианс» вылетел из турнира после поражения в 1/8 финала от «Фламенго», действовавшего на тот момент чемпиона Бразилии.
Успехи тренерского штаба «тимау» в построении командной игры были отмечены КБФ и 24 июля Мано Менезес стал главным тренером сборной Бразилии.

Излияния чувств болельщиков были искренними, и это имеет для меня очень большое значение. Нечасто тренер удостаивается такого. Кроме того, наши болельщики горды ещё и тем, что их тренер будет работать с главной командой страны. Думаю, что если оценить мою работу в клубе, то можно сказать, что я добился неплохих результатов.— Мано Менезес, 
Травма Роналдо, которому к тому же и в здоровом состоянии постоянно приходилось бороться с лишним весом, а также уход Менезеса привели к тому, что «Коринтианс» растерял довольно много очков в ходе «Бразилейрау», а после домашнего поражения 10 октября от «Атлетико Гоияниенсе» (3:4) руководство уволило Адилсона Баптисту. Спустя два тура на пост главного тренера был назначен Тите, завоёвывавший с «Гремио» Кубок Бразилии и в 2008 году приведший «Интернасьонал» к победе в Южноамериканском кубке. Уже в первом матче под руководством Тите «Коринтианс» обыграл в дерби «Палмейрас» 1:0. До конца чемпионата «тимау» больше не проигрывал, заняв третье место в турнирной таблице и отстав от чемпиона, «Флуминенсе», лишь на три очка.

#### Новейшая история: Чемпионы Бразилии, Америки и мира, новый стадион (2011—н.в.)
2011 год «Коринтианс» начал крайне неудачно, уступив в предварительной стадии Кубка Либертадорес колумбийской «Депортес Толиме». Это стало причиной конфликта клубной торсиды со звёздами и резкого обновления состава — из-за конфликта с «фиэл» ушёл в «Анжи» Роберто Карлос, досрочно завершил профессиональную карьеру Роналдо. Коллектив пополнился такими игроками, как Лиедсон, Фабио Сантос, а в мае из московского «Спартака» перешёл Алекс Мескини.
Лучшим бомбардиром команды с 12 забитыми голами стал ещё один новичок — Лиедсон, для которого этот сезон стал последним успешным в карьере. Пятый титул «тимау» завоевали 4 декабря после нулевой ничьей в матче последнего тура против «Палмейраса». Игра началась с минуты молчания в память об ушедшем из жизни в тот же день Сократесе. Игроки «Коринтианса» повторили увековеченный в период «Демократии Коринтианы» жест Сократеса — поднятую вверх правую руку — призыв дать гражданам возможность голосовать.
| \| № \| Игрок \| Позиция \| Матчи \| Голы \| Примечание \| \| --- \| ----------------- \| ------------------------ \| ----- \| ---- \| ---------------- \| \| 1 \| Жулио Сезар \| Вратарь \| 33 \| -30 \| \| \| 2 \| Алессандро (к) \| Правый защитник \| 22 \| \| \| \| 3 \| Шикан \| Центральный защитник \| 22 \| 4 \| \| \| 4 \| Леандро Кастан \| Центральный защитник \| 35 \| 1 \| \| \| 5 \| Ралф \| Опорный полузащитник \| 33 \| 1 \| \| \| 6 \| Фабио Сантос \| Левый защитник \| 27 \| \| \| \| 7 \| Виллиан \| Нападающий \| 36 \| 6 \| \| \| 8 \| Паулиньо \| Центральный полузащитник \| 35 \| 8 \| \| \| 9 \| Лиедсон \| Нападающий \| 28 \| 12 \| \| \| 10 \| Адриано Император \| Оттянутый форвард \| 4 \| 1 \| \| \| 11 \| Эмерсон Шейх \| Нападающий \| 28 \| 6 \| \| \| 12 \| Алекс Мескини \| Атакующий полузащитник \| 28 \| 6 \| \| \| 13 \| Пауло Андре \| Центральный защитник \| 16 \| \| \| \| 14 \| Луис Рамирес \| Центральный полузащитник \| 6 \| 1 \| \| \| 15 \| Морадеи \| Опорный полузащитник \| 8 \| \| \| \| 16 \| Денер \| Левый защитник \| \| \| \| \| 17 \| Мораис \| Атакующий полузащитник \| 12 \| \| \| \| 18 \| Велдиньо \| Правый защитник \| 26 \| \| \| \| 19 \| Элиас Фернандес \| Нападающий \| 4 \| \| \| \| 20 \| Данило \| Атакующий полузащитник \| 36 \| 3 \| \| \| 21 \| Эденилсон \| Правый защитник \| 26 \| \| \| \| 22 \| Данило Фернандес \| Вратарь \| 2 \| -1 \| \| \| 23 \| Жорже Энрике \| Правый полузащитник \| 31 \| 3 \| \| \| 25 \| Уоллас \| Центральный защитник \| 16 \| \| \| \| 26 \| Бруно Отавио \| Опорный полузащитник \| \| \| \| \| 27 \| Нене Бонилья \| Центральный полузащитник \| \| \| \| \| 29 \| Таубате \| Нападающий \| 1 \| \| \| \| 30 \| Ренан \| Вратарь \| 3 \| -5 \| \| \| 31 \| Андре Винисиус \| Центральный защитник \| \| \| \| \| 33 \| Рамон Мота \| Левый защитник \| 9 \| 1 \| \| \| б/н \| Эдно \| Нападающий \| 1 \| \| Отзаявлен 1 июня \| \| ГТ \| Тите \| Главный тренер \| \| \| \| |                   |                          |       |      |                  |
| № | Игрок             | Позиция                  | Матчи | Голы | Примечание       |
| 1 | Жулио Сезар       | Вратарь                  | 33    | -30  |                  |
| 2 | Алессандро (к)    | Правый защитник          | 22    |      |                  |
| 3 | Шикан             | Центральный защитник     | 22    | 4    |                  |
| 4 | Леандро Кастан    | Центральный защитник     | 35    | 1    |                  |
| 5 | Ралф              | Опорный полузащитник     | 33    | 1    |                  |
| 6 | Фабио Сантос      | Левый защитник           | 27    |      |                  |
| 7 | Виллиан           | Нападающий               | 36    | 6    |                  |
| 8 | Паулиньо          | Центральный полузащитник | 35    | 8    |                  |
| 9 | Лиедсон           | Нападающий               | 28    | 12   |                  |
| 10 | Адриано Император | Оттянутый форвард        | 4     | 1    |                  |
| 11 | Эмерсон Шейх      | Нападающий               | 28    | 6    |                  |
| 12 | Алекс Мескини     | Атакующий полузащитник   | 28    | 6    |                  |
| 13 | Пауло Андре       | Центральный защитник     | 16    |      |                  |
| 14 | Луис Рамирес      | Центральный полузащитник | 6     | 1    |                  |
| 15 | Морадеи           | Опорный полузащитник     | 8     |      |                  |
| 16 | Денер             | Левый защитник           |       |      |                  |
| 17 | Мораис            | Атакующий полузащитник   | 12    |      |                  |
| 18 | Велдиньо          | Правый защитник          | 26    |      |                  |
| 19 | Элиас Фернандес   | Нападающий               | 4     |      |                  |
| 20 | Данило            | Атакующий полузащитник   | 36    | 3    |                  |
| 21 | Эденилсон         | Правый защитник          | 26    |      |                  |
| 22 | Данило Фернандес  | Вратарь                  | 2     | -1   |                  |
| 23 | Жорже Энрике      | Правый полузащитник      | 31    | 3    |                  |
| 25 | Уоллас            | Центральный защитник     | 16    |      |                  |
| 26 | Бруно Отавио      | Опорный полузащитник     |       |      |                  |
| 27 | Нене Бонилья      | Центральный полузащитник |       |      |                  |
| 29 | Таубате           | Нападающий               | 1     |      |                  |
| 30 | Ренан             | Вратарь                  | 3     | -5   |                  |
| 31 | Андре Винисиус    | Центральный защитник     |       |      |                  |
| 33 | Рамон Мота        | Левый защитник           | 9     | 1    |                  |
| б/н | Эдно              | Нападающий               | 1     |      | Отзаявлен 1 июня |
| ГТ | Тите              | Главный тренер           |       |      |                  |

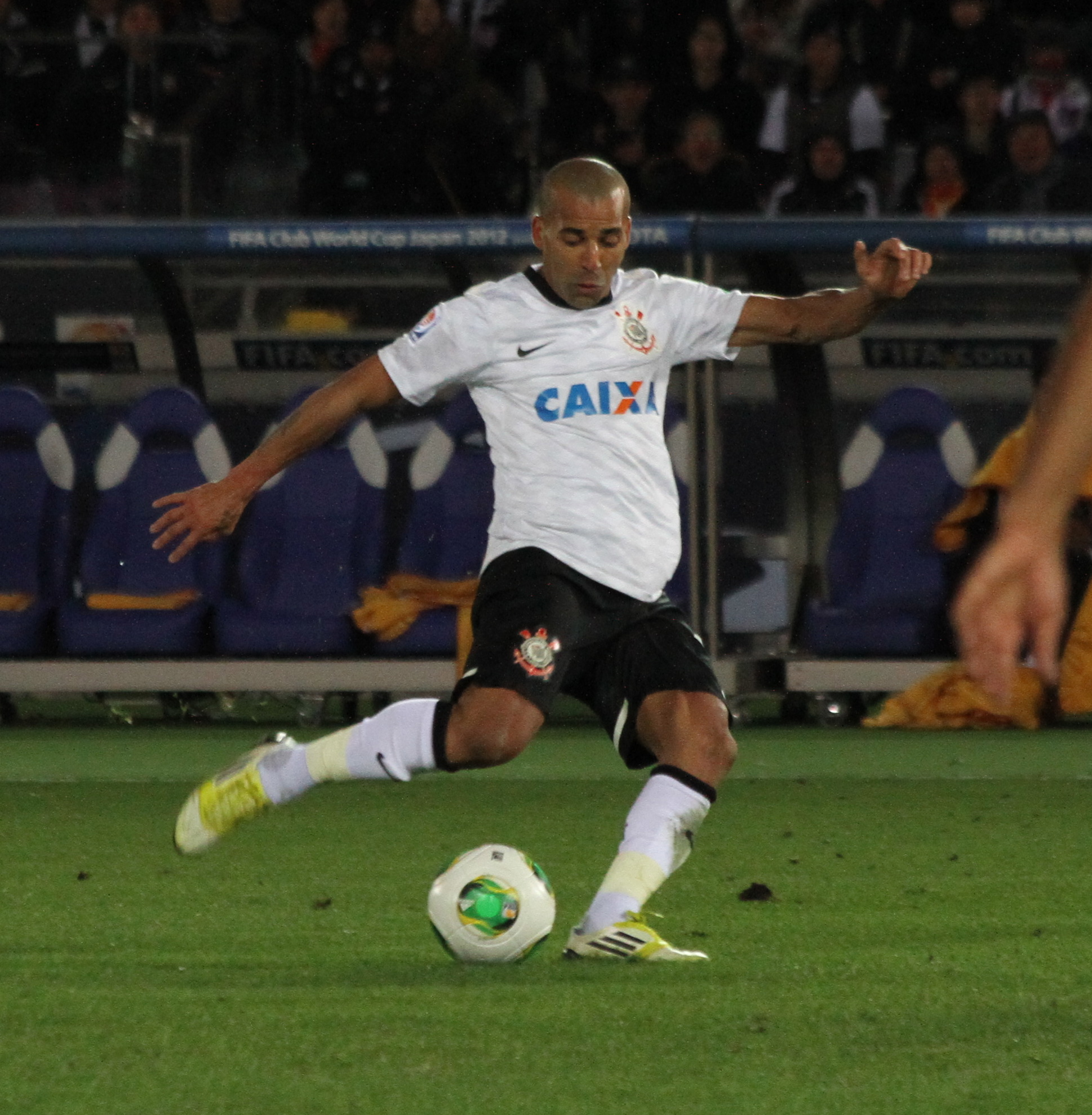
Эмерсон Шейх на Клубном ЧМ в 2012 году.

Длительное время «Коринтианс» оставался единственным футбольным грандом Сан-Паулу, который не доходил до финалов крупнейших международных турниров. Участие в Клубном чемпионате мира 2000 года стало возможным только благодаря тому, что «тимау» был чемпионом страны-организатора. В 2012 году второй по популярности клуб Бразилии наконец сумел не только выйти в финал Кубка Либертадорес, но и выиграть его.
Чемпионы Бразилии уступили на групповой стадии по количеству набранных очков среди всех участников лишь соотечественникам из «Флуминенсе». В 1/8 финала команда легко обыграла эквадорский «Эмелек» (0:0; 3:0). В 1/4 финала в упорной борьбе был обыгран обладатель Кубка Бразилии 2011 «Васко да Гама», с которым «тимау» боролись за чемпионство на финише прошлого чемпионата Бразилии (0:0; 1:0). В полуфинале «Коринтианс» сумел в первой гостевой встрече обыграть действующего победителя турнира, «Сантос», за счёт единственного гола Эмерсона Шейха. В ответной встрече Неймар открыл счёт в конце первого тайма, но в начале второй половины Данило счёт сравнял. Этот счёт остался без изменений и «Коринтианс» сумел впервые в своей истории выйти в финал международных турниров под эгидой КОНМЕБОЛ.
Групповой этап (Группа 6)
- 16.02.2012 —  «Депортиво Тачира» — «Коринтианс»  — 1:1 («Полидепортиво де Пуэбло-Нуэво», Сан-Кристобаль). Гол: Ралф '90+4
- 08.03.2012 —  «Коринтианс» — «Насьональ» (Асунсьон)  — 2:0 («Пакаэмбу», Сан-Паулу). Голы: Данило '38, Жорже Энрике '67
- 15.03.2012 —  «Крус Асуль» — «Коринтианс»  — 0:0 («Асуль», Мехико).
- 22.03.2012 —  «Коринтианс» — «Крус Асуль»  — 1:0 («Пакаэмбу», Сан-Паулу). Гол: Данило '35
- 12.04.2012 —  «Насьональ» (Асунсьон) — «Коринтианс»  — 1:3 («Николас Леос», Асунсьон). Голы: Жорже Энрике '29, Эмерсон Шейх '52, Элтон Брандан '71
- 19.04.2012 —  «Коринтианс» — «Депортиво Тачира»  — 6:0 («Пакаэмбу», Сан-Паулу). Голы: Данило '17, Паулиньо '26, Жорже Энрике '62, Эмерсон Шейх '70, Лиедсон '72, Дуглас '83

1. «Коринтианс» — 13 очков
2. «Крус Асуль» — 12
3. «Насьональ (Асунсьон)» — 4
4. «Депортиво Тачира» — 3

1/8 финала
- 02.05.2012 —  «Эмелек» — «Коринтианс»  — 0:0 («Джордж Кэпвелл», Гуаякиль).
- 09.05.2012 —  «Коринтианс» — «Эмелек»  — 3:0 («Пакаэмбу», Сан-Паулу). Голы: Фабио Сантос '8, Паулиньо '66, Алекс Мескини '86

Четвертьфинал
- 17.05.2012 —  «Васко да Гама» — «Коринтианс»  — 0:0 («Сан-Жануарио», Рио-де-Жанейро).
- 24.07.2012 —  «Коринтианс» — «Васко да Гама»  — 1:0 («Пакаэмбу», Сан-Паулу). Гол: Паулиньо '18

Полуфинал
- 14.06.2012 —  «Сантос» — «Коринтианс»  — 0:1 («Вила Белмиро», Сантус). Гол: Эмерсон Шейх '28
- 21.06.2012 —  «Коринтианс» — «Сантос»  — 1:1 («Пакаэмбу», Сан-Паулу). Гол: Данило '48

Финал
- 27.06.2012 —  «Бока Хуниорс» — «Коринтианс»  — 1:1 («Бомбонера», Буэнос-Айрес). Гол: Ромариньо '85
- 04.07.2012 —  «Коринтианс» — «Бока Хуниорс»  — 2:2 («Пакаэмбу», Сан-Паулу). Голы: Эмерсон Шейх '54, '72

В финальных матчах бразильцы встретились с «Бокой Хуниорс», которая могла завоевать свой седьмой трофей и сравняться с рекордом «Индепендьенте». Матч в Буэнос-Айресе 27 июня на «Бомбонере» завершился вничью 1:1. Счёт открыл Факундо Ронкалья, а на 85-й минуте гол забил вышедший на замену за две минуты до того нападающий «тимау» 21-летний Ромариньо. Это была первая (и единственная) игра Ромариньо в турнире, и дебют в международных соревнованиях, причём гол он забил первым же касанием мяча.
В ответной встрече 4 июля первый тайм прошёл в равной борьбе, а на 54-й минуте лучший игрок матча Эмерсон Шейх забил гол. После подачи штрафного удара Данило сумел пяткой отдать пас на находившегося на грани офсайда Эмерсона и тот переиграл вратаря «Боки» Себастьяна Сосу. На 72-й минуте ошибся защитник гостей Роландо Скьяви и Эмерсон, пробежавший половину поля, вышел один на один с вратарём и вновь забил гол, ставший для нападающего пятым в турнире. Таким образом, «Коринтианс» завоевал свой первый Кубок Либертадорес (и первый трофей под эгидой КОНМЕБОЛ), завершив турнир, не потерпев ни одного поражения. Команда получила путёвку на Клубный чемпионат мира
Финал Кубка Либертадорес 2012:
Первый матч
| 27 июня 2012 21:55   | \| Бока Хуниорс \| 1:1 (отчёт) \| Коринтианс \| \| Факундо Ронкалья 73′ \| Голы \| Ромариньо 85′ \| | Бомбонера Буэнос-Айрес, Аргентина Зрителей: 57 400 Судья: Энрике Оссес |
| Бока Хуниорс         | 1:1 (отчёт)                                                                                         | Коринтианс                                                             |
| Факундо Ронкалья 73′ | Голы                                                                                                | Ромариньо 85′                                                          |

|         | Агустин Орион           | 1  | В |
|         | Матиас Каруссо          | 6  | З |
| 19' 73′ | Факундо Ронкалья        | 23 | З |
|         | Роландо Скьяви          | 2  | З |
|         | Клементе Родригес       | 3  | З |
| 42'     | Хуан Роман Рикельме (к) | 10 | З |
|         | Леандро Сомоса          | 18 | П |
| 82'     | Пабло Ледесма           | 16 | П |
|         | Вальтер Эрвити          | 11 | П |
| 87'     | Пабло Моуче             | 7  | Н |
| 85'     | Сантьяго Сильва         | 19 | Н |
|         | Запасные:               |    |   |
|         | Себастьян Соса          | 13 | В |
|         | Гастон Сауро            | 14 | З |
|         | Хуан Санчес Миньо       | 5  | П |
| 82'     | Диего Риверо            | 8  | П |
|         | Кристиан Чавес          | 21 | П |
| 82'     | Дарио Цвитанич          | 20 | Н |
| 56'     | Лукас Вьятри            | 24 | Н |
|         | Тренер:                 |    |   |
|         | Хулио Сесар Фальсьони   |    |   |

| В | 24 | Касио          |         |
| З | 6  | Фабио Сантос   | 87'     |
| З | 3  | Шикан          | 74'     |
| З | 2  | Алессандро (к) |         |
| З | 4  | Леандро Кастан |         |
| П | 20 | Данило         | 83'     |
| П | 12 | Алекс          | 90+2'   |
| П | 8  | Паулиньо       |         |
| П | 5  | Ралф           |         |
| Н | 23 | Жорже Энрике   | 39'     |
| Н | 11 | Эмерсон Шейх   |         |
|   |    | Запасные:      |         |
| В | 1  | Жулио Сезар    |         |
| З | 10 | Маркиньос      |         |
| З | 18 | Велдиньо       |         |
| З | 25 | Уоллас         | 90+2'   |
| П | 15 | Дуглас         |         |
| Н | 9  | Лиедсон        | 39'     |
| Н | 21 | Ромариньо      | 83' 85′ |
|   |    | Тренер:        |         |
|   |    | Тите           |         |

Помощники судьи:
 Франсиско Мондрия
 Карлос Астроса
Четвёртый арбитр:
 Патрисио Полич
Второй матч
| 4 июля 2012 21:55     | \| Коринтианс \| 2:0 (отчёт) \| Бока Хуниорс \| \| Эмерсон Шейх 54′, 72′ \| Голы \| \| | Пакаэмбу Сан-Паулу, Бразилия Зрителей: 37 400 Судья: Вильмар Рольдан |
| Коринтианс            | 2:0 (отчёт)                                                                            | Бока Хуниорс                                                         |
| Эмерсон Шейх 54′, 72′ | Голы                                                                                   |                                                                      |

|               | Касио          | 24 | В |
|               | Фабио Сантос   | 6  | З |
| 5'            | Шикан          | 3  | З |
|               | Алессандро (к) | 2  | З |
| 71'           | Леандро Кастан | 4  | З |
|               | Данило         | 20 | П |
| 89'           | Алекс          | 12 | П |
|               | Паулиньо       | 8  | П |
|               | Ралф           | 5  | П |
| 58' 90+2'     | Жорже Энрике   | 23 | Н |
| 54′ 72′ 90+1' | Эмерсон Шейх   | 11 | Н |
|               | Запасные:      |    |   |
|               | Жулио Сезар    | 1  | В |
|               | Маркиньос      | 10 | З |
|               | Рамон          | 16 | З |
| 90+2'         | Уоллас         | 25 | З |
| 89'           | Дуглас         | 15 | П |
| 90+1'         | Лиедсон        | 9  | Н |
|               | Ромариньо      | 21 | Н |
|               | Тренер:        |    |   |
|               | Тите           |    |   |

| В | 1  | Агустин Орион           | 33'    |
| З | 6  | Матиас Каруссо          | 55'    |
| З | 2  | Роландо Скьяви          | 52'    |
| З | 3  | Клементе Родригес       |        |
| З | 4  | Франко Соса             |        |
| З | 10 | Хуан Роман Рикельме (к) |        |
| П | 18 | Леандро Сомоса          |        |
| П | 16 | Пабло Ледесма           | 82'    |
| П | 11 | Вальтер Эрвити          |        |
| Н | 7  | Пабло Моуче             | 5' 87' |
| Н | 19 | Сантьяго Сильва         | 44'    |
|   |    | Запасные:               |        |
| В | 13 | Себастьян Соса          | 33'    |
| З | 14 | Гастон Сауро            |        |
| П | 5  | Хуан Санчес Миньо       |        |
| П | 8  | Диего Риверо            |        |
| П | 22 | Кристиан Эрбес          |        |
| Н | 20 | Дарио Цвитанич          | 66'    |
| Н | 24 | Лукас Вьятри            | 82'    |
|   |    | Тренер:                 |        |
|   |    | Хулио Сесар Фальсьони   |        |

Помощники судьи:
 Абраам Гонсалес
 Умберто Клавихо
Четвёртый арбитр:
 Хосе Битраго
В декабре сильнейший клуб Южной Америки отправился в Японию для участия в Клубном чемпионате мира. «Коринтианс», как и представитель Европы, начал турнир сразу с полуфинала, где обыграл со счётом 1:0 чемпиона Африки «Аль-Ахли» из Каира. Единственный мяч в этой встрече на 30 минуте забил новичок «тимау» нападающий сборной Перу Хосе Паоло Герреро.
В финальном матче бразильцам противостоял английский «Челси», также впервые в своей истории ставший клубным чемпионом своего континента. В первом тайме игра проходила на равных. У «Челси» возможность забить упустили Гари Кэхилл, Виктор Мозес и Фернандо Торрес, а после удара нападающего «Коринтианса» Эмерсона Шейха мяч попал в штангу. В начале второго тайма «Челси» выдал серию ударов по воротам «Коринтианса», но отлично проявил себя вратарь «тимау» Касио, спасший свою команду в этой встрече как миним четыре раза. Вскоре бразильцы перехватили инициативу и на 69-й минуте открыли счёт — после удара Данило мяч отскочил к Герреро, отправившего его ударом головой в пустые ворота. В концовке арбитр матча турок Джюнейт Чакыр справедливо отменил забитый Торресом гол, поскольку испанец находился в положении вне игры. На последних минутах игру спасти мог Хуан Мата, но он попал с острого угла в штангу. После этого Чакыр дал финальный свисток, и «Коринтианс» стал двукратным клубным чемпионом мира.

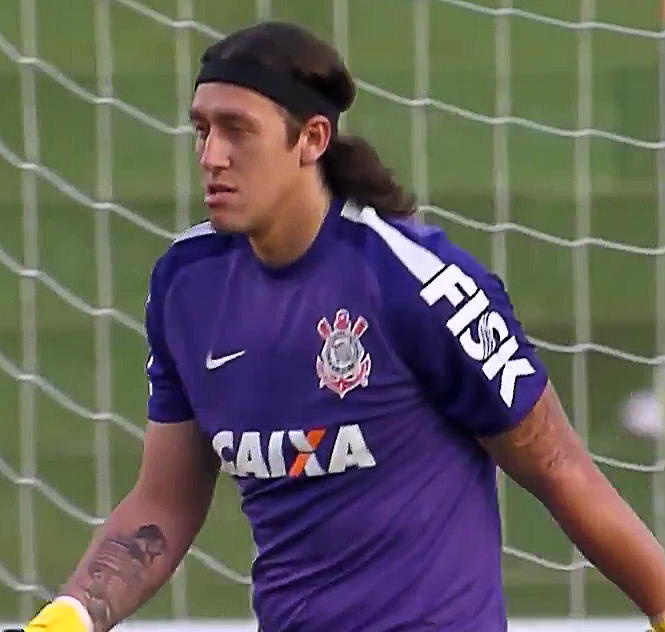
Вратарь Касио Рамос — один из лидеров клуба в 2010-е годы
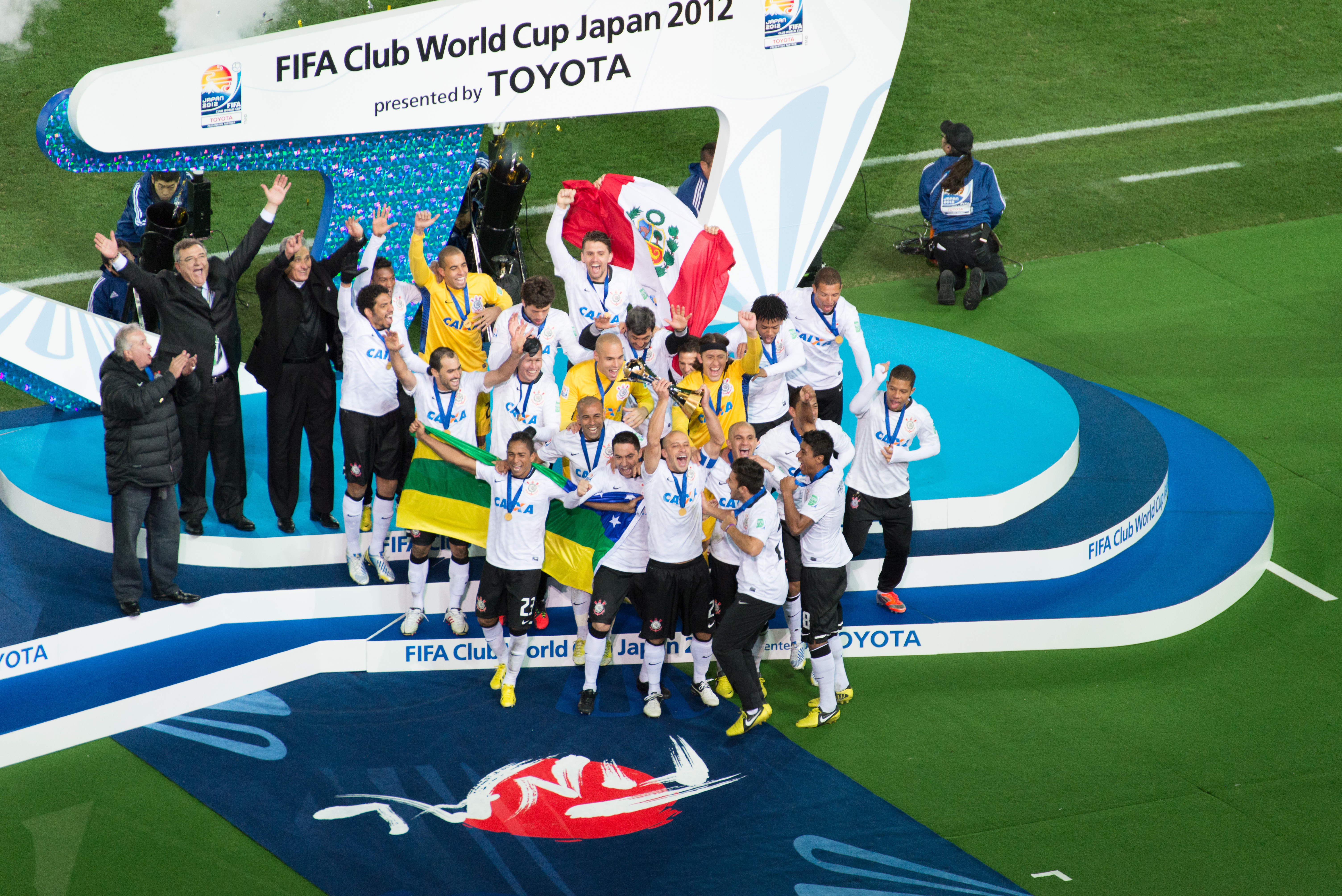
Игроки «Коринтианса» празднуют победу над «Челси» в финале КЧМ-2012
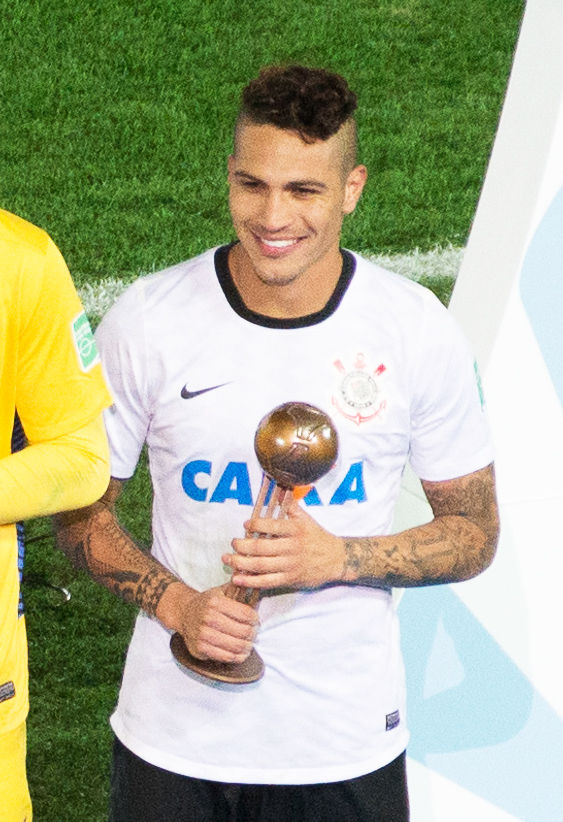
Голы Паоло Герреро принесли команде второй титул клубных чемпионов мира

Вратарь «Коринтианса» Касио Рамос был признан лучшим игроком как финальной встречи, так и всего КЧМ-2012. Его соотечественник, игрок «Челси», Давид Луис получил «серебряный мяч», а автор обоих голов «Коринтианса» на турнире Хосе Паоло Герреро стал обладателем «бронзового мяча».
| Коринтианс  | 1:0     | Челси |
| ----------- | ------- | ----- |
| Герреро 69′ | (отчёт) |       |

| Коринтианс | Челси |

| ВР      | 12 | Касио Рамос           |     |       |
| ЗЩ      | 2  | Алессандро (к)        |     |       |
| ЗЩ      | 3  | Шикан                 |     |       |
| ЗЩ      | 13 | Пауло Андре           |     |       |
| ЗЩ      | 6  | Фабио Сантос          |     |       |
| ПЗ      | 5  | Ралф                  |     |       |
| ПЗ      | 8  | Паулиньо              |     |       |
| ПЗ      | 11 | Эмерсон Шейх          |     | 90+1' |
| ПЗ      | 20 | Данило                |     |       |
| ПЗ      | 23 | Жорже Энрике          | 56' |       |
| НП      | 9  | Хосе Паоло Герреро    |     | 87'   |
| Замены: |    |                       |     |       |
| НП      | 7  | Хуан Мануэль Мартинес |     | 87'   |
| ЗЩ      | 4  | Уоллас                |     | 90+1' |
| Тренер: |    |                       |     |       |
| Тите    |    |                       |     |       |

| ВР              | 1  | Петр Чех           |     |     |
| ЗЩ              | 2  | Бранислав Иванович |     | 83' |
| ЗЩ              | 24 | Гари Кэхилл        | 90' |     |
| ЗЩ              | 4  | Давид Луис         | 72' |     |
| ЗЩ              | 3  | Эшли Коул          |     |     |
| ПЗ              | 7  | Рамирес            |     |     |
| ПЗ              | 8  | Фрэнк Лэмпард (к)  |     |     |
| ПЗ              | 13 | Виктор Мозес       |     | 73' |
| ПЗ              | 10 | Хуан Мануэль Мата  |     |     |
| ПЗ              | 17 | Эден Азар          |     | 87' |
| НП              | 9  | Фернандо Торрес    |     |     |
| Замены:         |    |                    |     |     |
| ПЗ              | 11 | Оскар              |     | 73' |
| ЗЩ              | 28 | Сесар Аспиликуэта  |     | 83' |
| ПЗ              | 21 | Марко Марин        |     | 87' |
| Тренер:         |    |                    |     |     |
| Рафаэль Бенитес |    |                    |     |     |

| Игрок матча Касио Рамос «(Коринтианс)» Помощники судьи: Бахаттин Дуран Тарык Онгун Четвертый судья: Алиреза Фагани Пятый судья: Хассан Камранифар | Правила матча - 90 минут основного времени. - В случае ничьей, два дополнительных тайма по 15 минут. - Серия пенальти, если в основное и дополнительное время победитель не выявлен. - Двенадцать запасных игроков. - В основное время максимум три замены. |

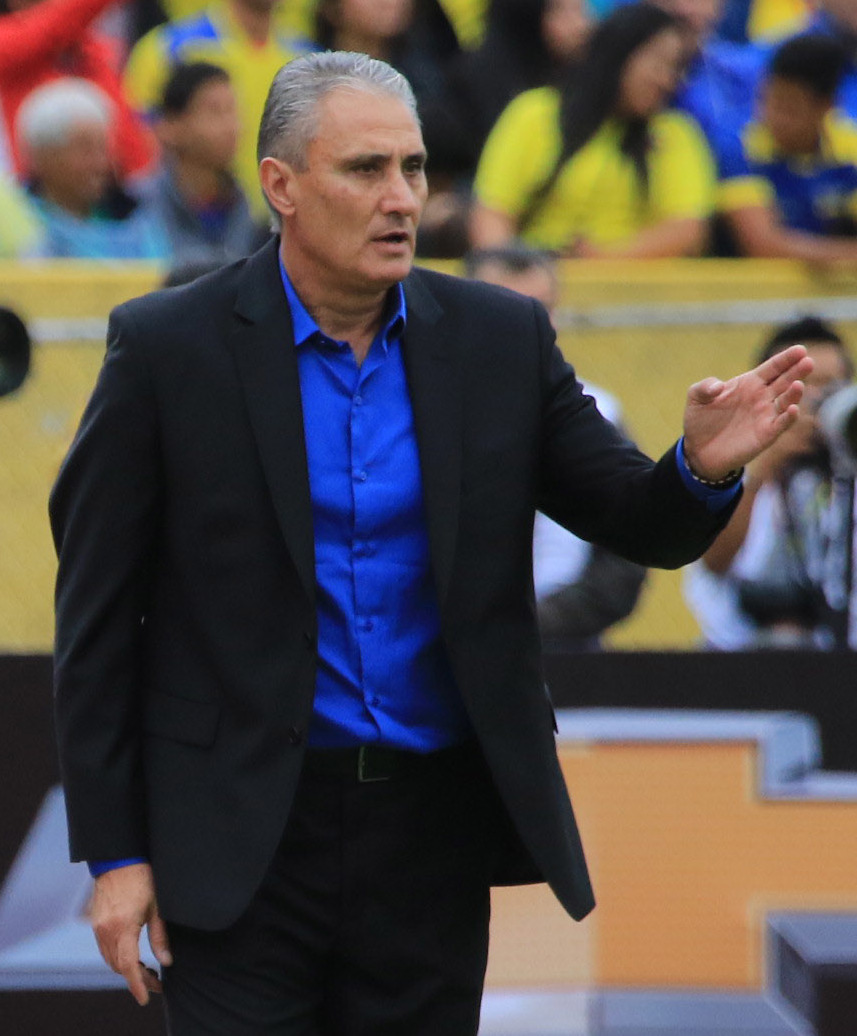
Тите — наиболее титулованный тренер в истории «Коринтианса».

2013 год «Коринтианс» начал с победы в чемпионате штата. В финале «тимау» обыграл по сумме двух матчей «Сантос» (2:1, 1:1), который до того трижды подряд становился победителем Лиги Паулисты. В июле «Коринтианс» завоевал континентальный суперкубок, Рекопу. «Мушкетёры» обыграли обладателя Южноамериканского кубка 2012 «Сан-Паулу» в обоих матчах — сначала в гостях 2:1, а затем 2:0 на Пакаэмбу. Таким образом, «Коринтианс» за год завоевал все три возможных международных трофея. Защитить свой титул сильнейшего клуба континента «Коринтиансу» не удалось — команда уступила «Боке Хуниорс» в 1/8 финала (0:1, 1:1). В Кубке Бразилии «тимау» на правах победителя КЛ-2012 и участника КЛ-2013 был допущен к участию сразу с 1/8 финала, но пройти дальше 1/4 финала команде не удалось — «Коринтианс» уступил в серии пенальти «Гремио». По окончании сезона Тите покинул пост главного тренера и в следующем году команду вновь тренировал Мано Менезес.
В 2014 году открылся новый стадион клуба — «Арена Коринтианс», чаще называемый болельщиками «Итакеран», по названию восточного района Сан-Паулу Итакера, в котором он расположен. Первую официальную игру на новом стадионе, прошедшую 18 мая, «Коринтианс» уступил «Фигейренсе» с минимальным счётом 0:1. Единственный гол в поединке забил Джованни Аугусто, ставший игроком «тимау» в 2016 году. «Арена Коринтианс» приняла шесть матчей чемпионата мира по футболу 2014 года (во время этого турнира ФИФА использовала наименование «Арена Сан-Паулу»), в том числе матч открытия с участием сборных Бразилии и Хорватии (3:1) и один из полуфиналов — между Нидерландами и Аргентиной (0:0, пен. 2:4). Титулов в 2014 году «Коринтианс» не завоевал, вылетев на первой стадии Лиги Паулисты, в четвертьфинале Кубка Бразилии (уступив «Атлетико Минейро» по сумме двух матчей) и заняв четвёртое место в Серии A.
В 2015 году президентом «Коринтианса» стал Роберто ди Андраде и сразу же вернул на место главного тренера Тите, который в итоге привёл команду к шестому титулу чемпионов Бразилии. «Чёрно-белые» установили рекорд Серии A по количеству набранных очков — 81. Команда обеспечила себе титул за три тура до конца первенства, сыграв вничью 1:1 на «Сан-Жануарио» с «Васко да Гамой» — в этот момент преимущество «мушкетёров» над «Атлетико Минейро» составило 12 очков. Этот разрыв в итоге сохранился после заключительного тура. Лидерами атак в победной кампании «Коринтианса» стали Вагнер Лав и Жадсон, забившие 14 и 13 голов соответственно. В полузащите наибольший вклад в успех внесли Ралф, Ренато Аугусто, Паулиньо, Элиас и Малкон, а оборону во главе с вратарём Касио цементировали Жил, Фелипе Монтейро и Фагнер.
| \| № \| Игрок \| Позиция \| Матчи \| Голы \| Примечание \| \| --- \| ------------------ \| ------------------------ \| ----- \| ---- \| --------------------- \| \| 2 \| Эду Драсена \| Центральный защитник \| 16 \| 2 \| \| \| 3 \| Яго \| Центральный защитник \| 8 \| \| \| \| 4 \| Жил \| Центральный защитник \| 34 \| 2 \| \| \| 5 \| Ралф \| Опорный полузащитник \| 31 \| 1 \| \| \| 6 \| Уэндел \| Левый защитник \| 19 \| 2 \| \| \| 7 \| Элиас \| Центральный полузащитник \| 24 \| 5 \| \| \| 8 \| Ренато Аугусто \| Атакующий полузащитник \| 30 \| 5 \| \| \| 10 \| Жадсон \| Атакующий полузащитник \| 34 \| 13 \| \| \| 11 \| Анхель Ромеро \| Нападающий \| 12 \| 3 \| \| \| 12 \| Касио Рамос (к) \| Вратарь \| 35 \| -29 \| \| \| 14 \| Густаво Вьера \| Центральный полузащитник \| \| \| \| \| 15 \| Матеус Варгас \| Нападающий \| \| \| \| \| 16 \| Кристиан Барони \| Центральный полузащитник \| 13 \| 1 \| \| \| 18 \| Лусиано \| Нападающий \| 6 \| 5 \| \| \| 19 \| Матеус Перейра \| Атакующий полузащитник \| 1 \| \| \| \| 20 \| Данило \| Атакующий полузащитник \| 29 \| \| \| \| 21 \| Малкон \| Нападающий \| 31 \| 5 \| \| \| 22 \| Марсиэл \| Центральный полузащитник \| 4 \| 1 \| \| \| 25 \| Бруно Энрике \| Опорный полузащитник \| 22 \| 1 \| \| \| 27 \| Валтер \| Вратарь \| 4 \| -2 \| \| \| 28 \| Фелипе Монтейро \| Центральный защитник \| 26 \| 1 \| \| \| 29 \| Родриго Сам \| Центральный защитник \| \| \| \| \| 31 \| Рилдо \| Нападающий \| 12 \| \| \| \| 32 \| Матеус Видото \| Вратарь \| \| \| \| \| 33 \| Эдилсон \| Правый защитник \| 18 \| \| \| \| 35 \| Фагнер \| Правый защитник \| 26 \| \| \| \| 40 \| Петрос \| Центральный полузащитник \| 3 \| \| Отзаявлен 1 июля \| \| 99 \| Вагнер Лав \| Нападающий \| 31 \| 14 \| \| \| б/н \| Фабио Сантос \| Левый защитник \| 6 \| \| Отзаявлен 25 июня \| \| б/н \| Родригиньо \| Центральный полузащитник \| 3 \| \| Дозаявлен 15 июня \| \| б/н \| Стивен Мендоса \| Нападающий \| 10 \| 1 \| Отзаявлен 31 августа \| \| б/н \| Хосе Паоло Герреро \| Нападающий \| 2 \| \| Отзаявлен 25 мая \| \| б/н \| Эмерсон Шейх \| Нападающий \| 3 \| \| Отзаявлен 17 июня \| \| б/н \| Линкон \| Нападающий \| 3 \| \| Дозаявлен 15 сентября \| \| б/н \| Лука \| Нападающий \| 10 \| 3 \| Дозаявлен 15 сентября \| \| ГТ \| Тите \| Главный тренер \| \| \| \| |                    |                          |       |      |                       |
| № | Игрок              | Позиция                  | Матчи | Голы | Примечание            |
| 2 | Эду Драсена        | Центральный защитник     | 16    | 2    |                       |
| 3 | Яго                | Центральный защитник     | 8     |      |                       |
| 4 | Жил                | Центральный защитник     | 34    | 2    |                       |
| 5 | Ралф               | Опорный полузащитник     | 31    | 1    |                       |
| 6 | Уэндел             | Левый защитник           | 19    | 2    |                       |
| 7 | Элиас              | Центральный полузащитник | 24    | 5    |                       |
| 8 | Ренато Аугусто     | Атакующий полузащитник   | 30    | 5    |                       |
| 10 | Жадсон             | Атакующий полузащитник   | 34    | 13   |                       |
| 11 | Анхель Ромеро      | Нападающий               | 12    | 3    |                       |
| 12 | Касио Рамос (к)    | Вратарь                  | 35    | -29  |                       |
| 14 | Густаво Вьера      | Центральный полузащитник |       |      |                       |
| 15 | Матеус Варгас      | Нападающий               |       |      |                       |
| 16 | Кристиан Барони    | Центральный полузащитник | 13    | 1    |                       |
| 18 | Лусиано            | Нападающий               | 6     | 5    |                       |
| 19 | Матеус Перейра     | Атакующий полузащитник   | 1     |      |                       |
| 20 | Данило             | Атакующий полузащитник   | 29    |      |                       |
| 21 | Малкон             | Нападающий               | 31    | 5    |                       |
| 22 | Марсиэл            | Центральный полузащитник | 4     | 1    |                       |
| 25 | Бруно Энрике       | Опорный полузащитник     | 22    | 1    |                       |
| 27 | Валтер             | Вратарь                  | 4     | -2   |                       |
| 28 | Фелипе Монтейро    | Центральный защитник     | 26    | 1    |                       |
| 29 | Родриго Сам        | Центральный защитник     |       |      |                       |
| 31 | Рилдо              | Нападающий               | 12    |      |                       |
| 32 | Матеус Видото      | Вратарь                  |       |      |                       |
| 33 | Эдилсон            | Правый защитник          | 18    |      |                       |
| 35 | Фагнер             | Правый защитник          | 26    |      |                       |
| 40 | Петрос             | Центральный полузащитник | 3     |      | Отзаявлен 1 июля      |
| 99 | Вагнер Лав         | Нападающий               | 31    | 14   |                       |
| б/н | Фабио Сантос       | Левый защитник           | 6     |      | Отзаявлен 25 июня     |
| б/н | Родригиньо         | Центральный полузащитник | 3     |      | Дозаявлен 15 июня     |
| б/н | Стивен Мендоса     | Нападающий               | 10    | 1    | Отзаявлен 31 августа  |
| б/н | Хосе Паоло Герреро | Нападающий               | 2     |      | Отзаявлен 25 мая      |
| б/н | Эмерсон Шейх       | Нападающий               | 3     |      | Отзаявлен 17 июня     |
| б/н | Линкон             | Нападающий               | 3     |      | Дозаявлен 15 сентября |
| б/н | Лука               | Нападающий               | 10    | 3    | Дозаявлен 15 сентября |
| ГТ | Тите               | Главный тренер           |       |      |                       |

Команда Тите первой половины 2010-х годов играла в тактически грамотный футбол, с упором на стремление владеть мячом, а также максимально эффективно переходить в контратаки. Игра «Коринтианса» называлась аналитиками «европейской». В 2013 году Пеле высказал мнение о том, что командная игра «Коринтианса» должна стать основой для сборной Бразилии:

Если быть честным, то командой, способной сегодня быть базой для сборной, является «Коринтианс». Это команда без звёзд, однако она играет хорошо, побеждает и доказывает, что является сильным коллективом. Но я не исключаю и то, что в «Коринтиансе» может появиться и звёздный игрок для национальной команды. Считаю, что у главного тренера бразильской сборной Луиса Фелипе Сколари не так много времени до розыгрыша Кубка Конфедераций, поэтому ему было бы лучше сделать ставку на «Коринтианс»— Пеле, 
Излюбленная тактическая схема Тите — 1-4-5-1, в которой пять полузащитников могли располагаться на поле по-разному, в зависимости от соперника: как правило, был один опорный полузащитник, но иногда их становилось двое; фланговые атакующие полузащитники могли становится чистыми форвардами. Данная модель игры использовалась Тите со времён победной кампании в Кубке Либертадорес, и в начале 2016 года, после вылета команды из главного континентального турнира от уругвайского «Насьоналя», в СМИ подвергли критике тактическую «негибкость» Тите, однако игроки «Коринтианса» отвергали эти претензии. Также схему игры Тите, как и Мано Менезеса, называли «скучной» для восприятия..
В июне 2016 года Тите был назначен главным тренером сборной Бразилии и покинул «тимау». В октябре того же года главным тренером команды вновь назначен Освалдо ди Оливейра.

## Комментарии
1. ↑  Associação Paulista de Esportes Atléticos («Ассоциация спортивной атлетики Сан-Паулу»)
2. ↑  Liga Paulista de Foot-Ball («Футбольная Лига Паулисты»)
3. ↑  На тот момент — «Сан-Паулу да Флореста»; с 1935 года — просто ФК «Сан-Паулу».